# Naveil
Naveil est une commune française située dans le département de Loir-et-Cher, en région Centre-Val de Loire.
Localisée au nord-ouest du département, la commune fait partie de la petite région agricole « les Vallée et Coteaux du Loir », bordée au nord par un coteau raide et au sud par les coteaux en pente douce.
L'occupation des sols est marquée par l'importance des espaces agricoles et naturels qui occupent la quasi-totalité du territoire communal. Aucun espace naturel présentant un intérêt patrimonial n'est toutefois recensé sur la commune dans l'inventaire national du patrimoine naturel. En 2010, l'orientation technico-économique de l'agriculture sur la commune est la culture des céréales et des oléoprotéagineux. À l'instar du département qui a vu disparaître le quart de ses exploitations en dix ans, le nombre d'exploitations agricoles a fortement diminué, passant de 38 en 1988, à 19 en 2000, puis à 11 en 2010.
Ses habitants s'appellent les Naveilloises et les Naveillois.
Le patrimoine architectural de la commune comprend deux bâtiments portés à l'inventaire des monuments historiques : l'église Saint-Gervais-et-Saint-Protais de Naveil, classée en 1958 et inscrite en 1963, et les polissoirs de Mondétour, classé en 1978.

## Géographie

### Localisation et communes limitrophes
La commune de Naveil se trouve au nord-ouest du département de Loir-et-Cher, dans la petite région agricole des Vallée et Coteaux du Loir,. À vol d'oiseau, elle se situe à 31,9 km  de Blois, préfecture du département, à 2,8 km de Vendôme, sous-préfecture, et à 13,2 km de Montoire-sur-le-Loir, chef-lieu du canton de Montoire-sur-le-Loir dont dépend la commune depuis 2015. La commune fait en outre partie du bassin de vie de Vendôme.
Les communes les plus proches sont : 
Villiers-sur-Loir (2,8 km), Vendôme (2,8 km), Marcilly-en-Beauce (3,8 km), Villerable (4 km), Saint-Ouen (4,7 km), Thoré-la-Rochette (4,9 km), Areines (5 km), Villiersfaux (5,6 km) et Meslay (5,6 km).
| Villiers-sur-Loir  | Villiers-sur-Loir  | Vendôme    |
| Thoré-la-Rochette  | Naveil             | Vendôme    |
| Marcilly-en-Beauce | Marcilly-en-Beauce | Villerable |

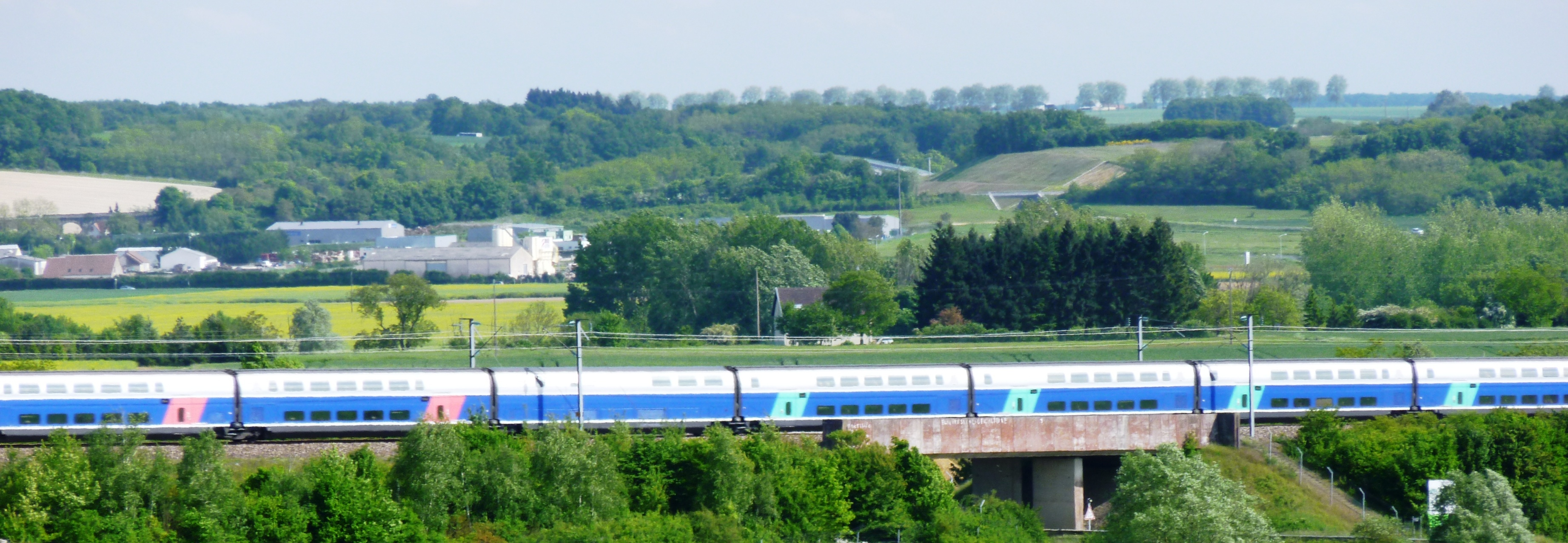
Ligne TGV, Z.A. Bouchardière au loin.
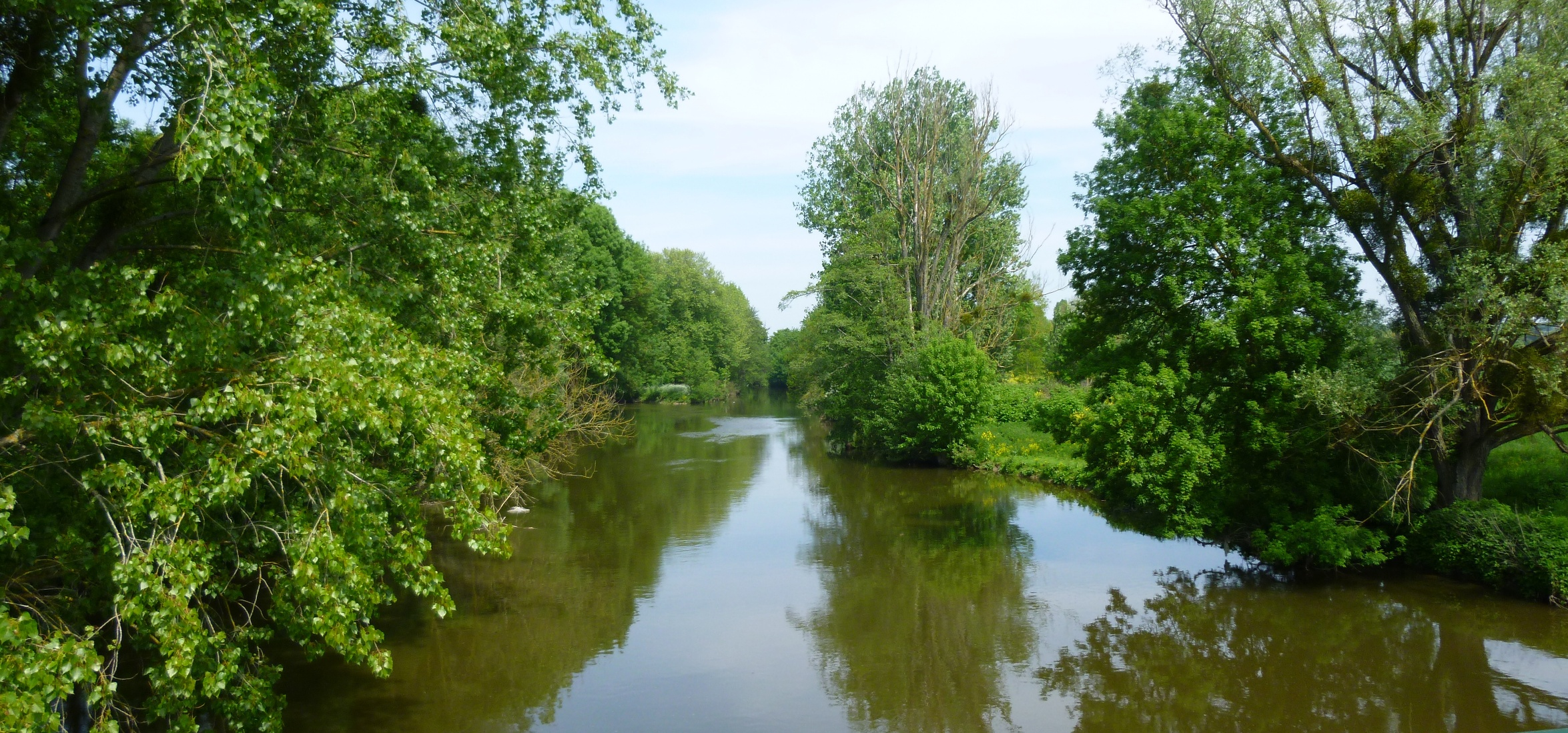
Le Loir, vu du pont de Montrieux (Naveil).
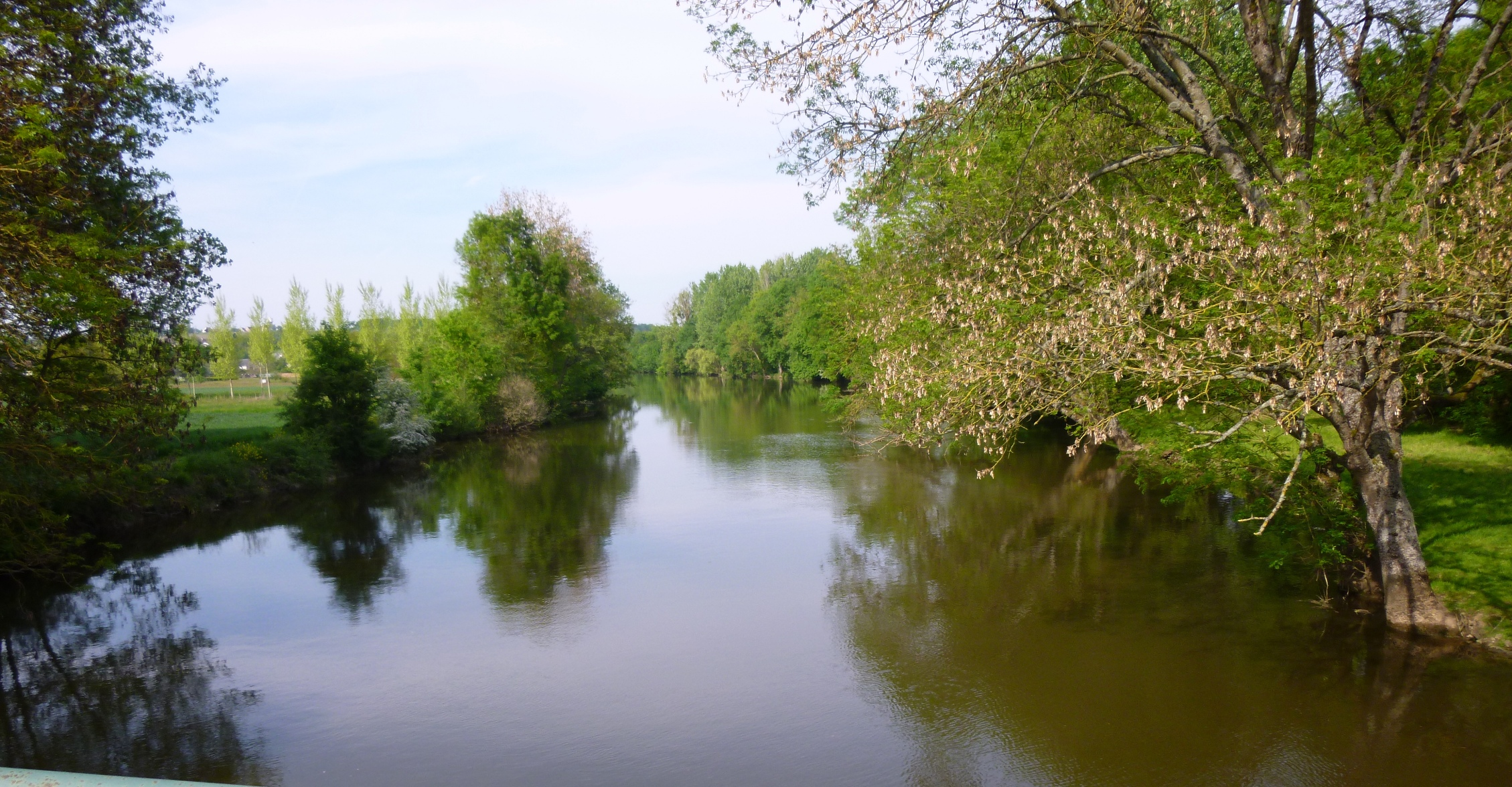
Le Loir, vu du pont de Prépatour.

### Hydrographie
La commune est drainée par le Loir (5,915 km) et par divers petits cours d'eau, constituant un réseau hydrographique de 10,15 km de longueur totale.
Le Loir traverse la commune du nord-est vers le sud-ouest. D'une longueur totale de 317,4 km, il prend sa source dans la commune de Champrond-en-Gâtine (Eure-et-Loir) et se jette  dans la Sarthe à Briollay (Maine-et-Loire), après avoir traversé 86 communes.
Sur le plan piscicole, ce cours d'eau est classé en deuxième catégorie, où le peuplement piscicole dominant est constitué de poissons blancs (cyprinidés) et de carnassiers (brochet, sandre et perche).

### Climat
Pour des articles plus généraux, voir Climat du Centre-Val de Loire et Climat de Loir-et-Cher.
En 2010, le climat de la commune est de type climat océanique dégradé des plaines du Centre et du Nord, selon une étude du CNRS s'appuyant sur une série de données couvrant la période 1971-2000. En 2020, Météo-France publie une typologie des climats de la France métropolitaine dans laquelle la commune est exposée à un climat océanique altéré et est dans la région climatique Moyenne vallée de la Loire, caractérisée par une bonne insolation (1 850 h/an) et un été peu pluvieux.
Pour la période 1971-2000, la température annuelle moyenne est de 10,8 °C, avec une amplitude thermique annuelle de 14,9 °C. Le cumul annuel moyen de précipitations est de 661 mm, avec 10,9 jours de précipitations en janvier et 7 jours en juillet. Pour la période 1991-2020, la température moyenne annuelle observée sur la station météorologique de Météo-France la plus proche, « Blois », sur la commune de Villefrancœur à 18 km à vol d'oiseau, est de 11,8 °C et le cumul annuel moyen de précipitations est de 641,4 mm,. Pour l'avenir, les paramètres climatiques de la commune estimés pour 2050 selon différents scénarios d'émission de gaz à effet de serre sont consultables sur un site dédié publié par Météo-France en novembre 2022.

### Milieux naturels et biodiversité
Aucun espace naturel présentant un intérêt patrimonial n'est recensé sur la commune dans l'inventaire national du patrimoine naturel,,.

## Urbanisme

### Typologie
Au 1er janvier 2024, Naveil est catégorisée ceinture urbaine, selon la nouvelle grille communale de densité à sept niveaux définie par l'Insee en 2022.
Elle appartient à l'unité urbaine de Vendôme, une agglomération intra-départementale regroupant cinq  communes, dont elle est une commune de la banlieue,,. Par ailleurs la commune fait partie de l'aire d'attraction de Vendôme, dont elle est une commune de la couronne,. Cette aire, qui regroupe 57 communes, est catégorisée dans les aires de moins de 50 000 habitants,.

### Voies de communication et transports
Le territoire communal est desservi par les routes départementales 917, 5 et 164.

### Occupation des sols
L'occupation des sols est marquée par l'importance des espaces agricoles et naturels (96,8 %). La répartition détaillée ressortant de la base de données européenne d'occupation biophysique des sols Corine Land Cover millésimée 2012 est la suivante : 
terres arables (11,6 %), 
cultures permanentes (0,6 %), 
zones agricoles hétérogènes (15,4 %), 
prairies (3,5 %), 
forêts (65,2 %), 
milieux à végétation arbustive ou herbacée (0,7 %), 
zones urbanisées (1 %), 
espaces verts artificialisés non agricoles (0,5 %), 
zones industrielles et commerciales et réseaux de communication (1,7 %), 
eaux continentales (0,5 %).

### Planification
La loi SRU du 13 décembre 2000 a incité fortement les communes à se regrouper au sein d'un établissement public, pour déterminer les partis d'aménagement de l'espace au sein d'un SCoT, un document essentiel d'orientation stratégique des politiques publiques à une grande échelle. La commune est dans le territoire du  SCOT des Territoires du Grand Vendômois, approuvé en 2006 et dont la révision a été prescrite en 2017, pour tenir compte de l'élargissement de périmètre,.
En matière de planification, la commune disposait en 2017 d'un plan local d'urbanisme approuvé. Par ailleurs, à la suite de la loi ALUR (loi pour l'accès au logement et un urbanisme rénové) de mars 2014, un plan local d'urbanisme intercommunal couvrant le territoire de la Communauté d'agglomération Territoires Vendômois a été prescrit le 30 novembre 2015.

### Découpage territorial

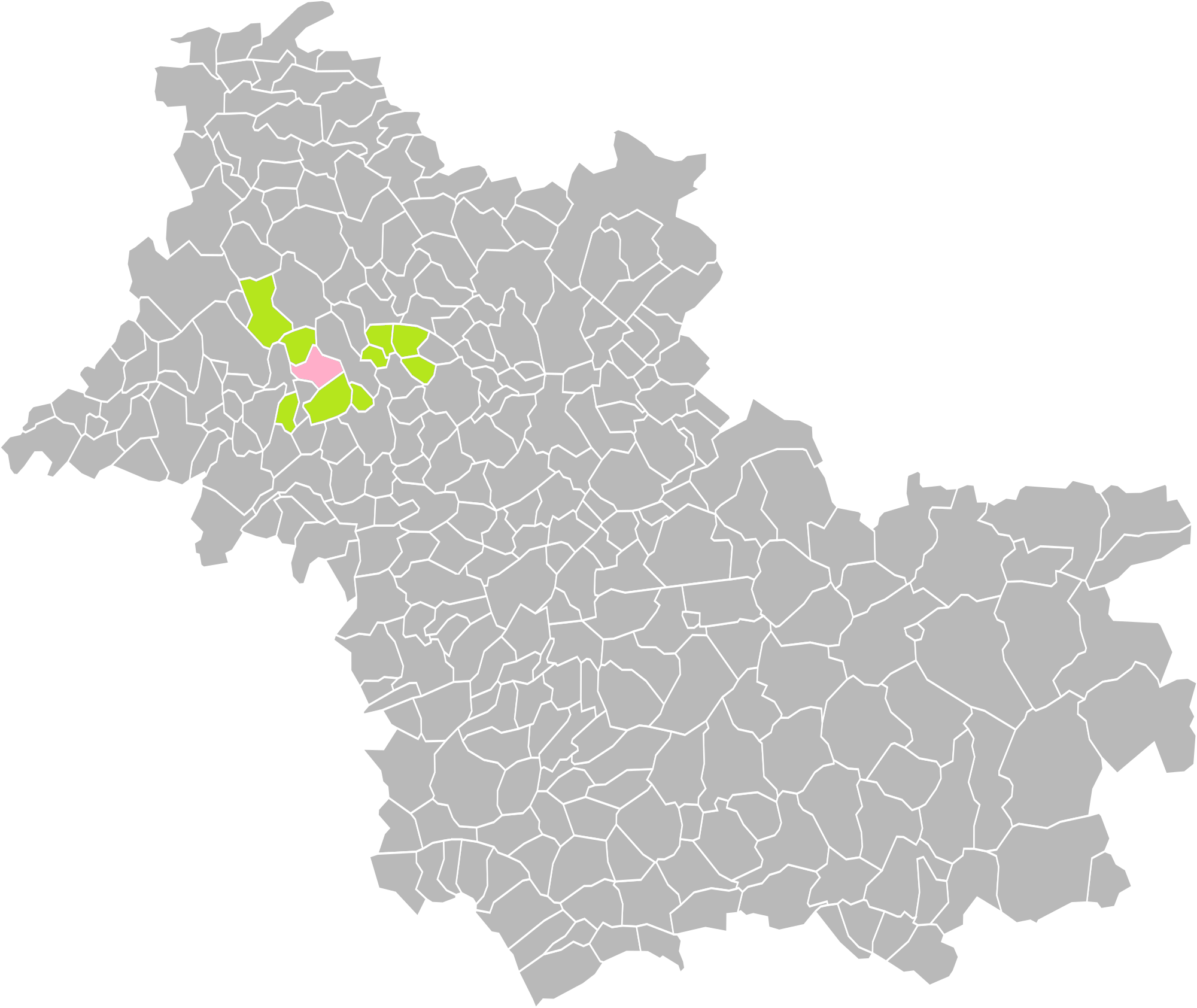
Naveil dans l'intercommunalité en 2016.
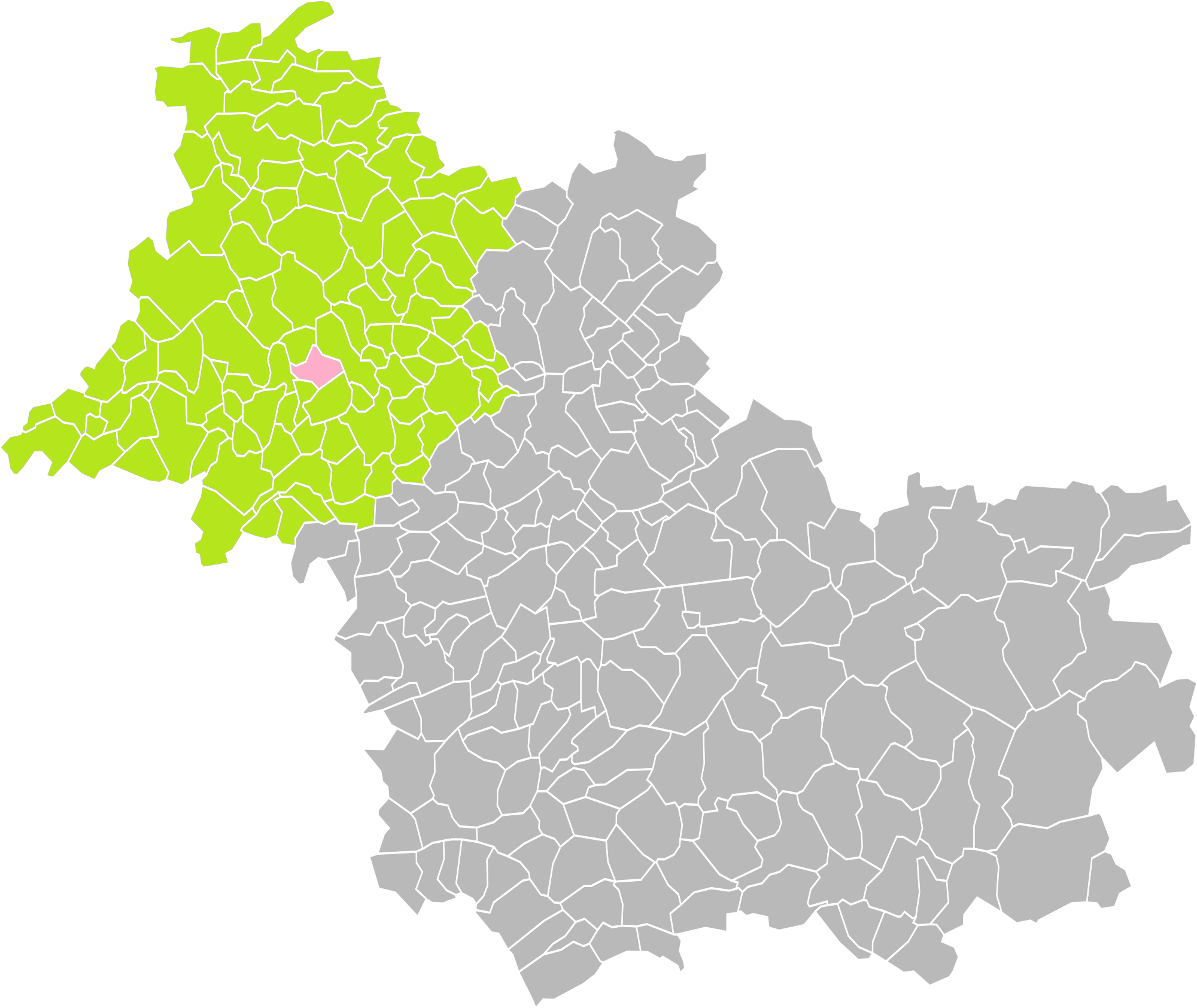
Naveil dans l'arrondissement de Vendôme en 2016.
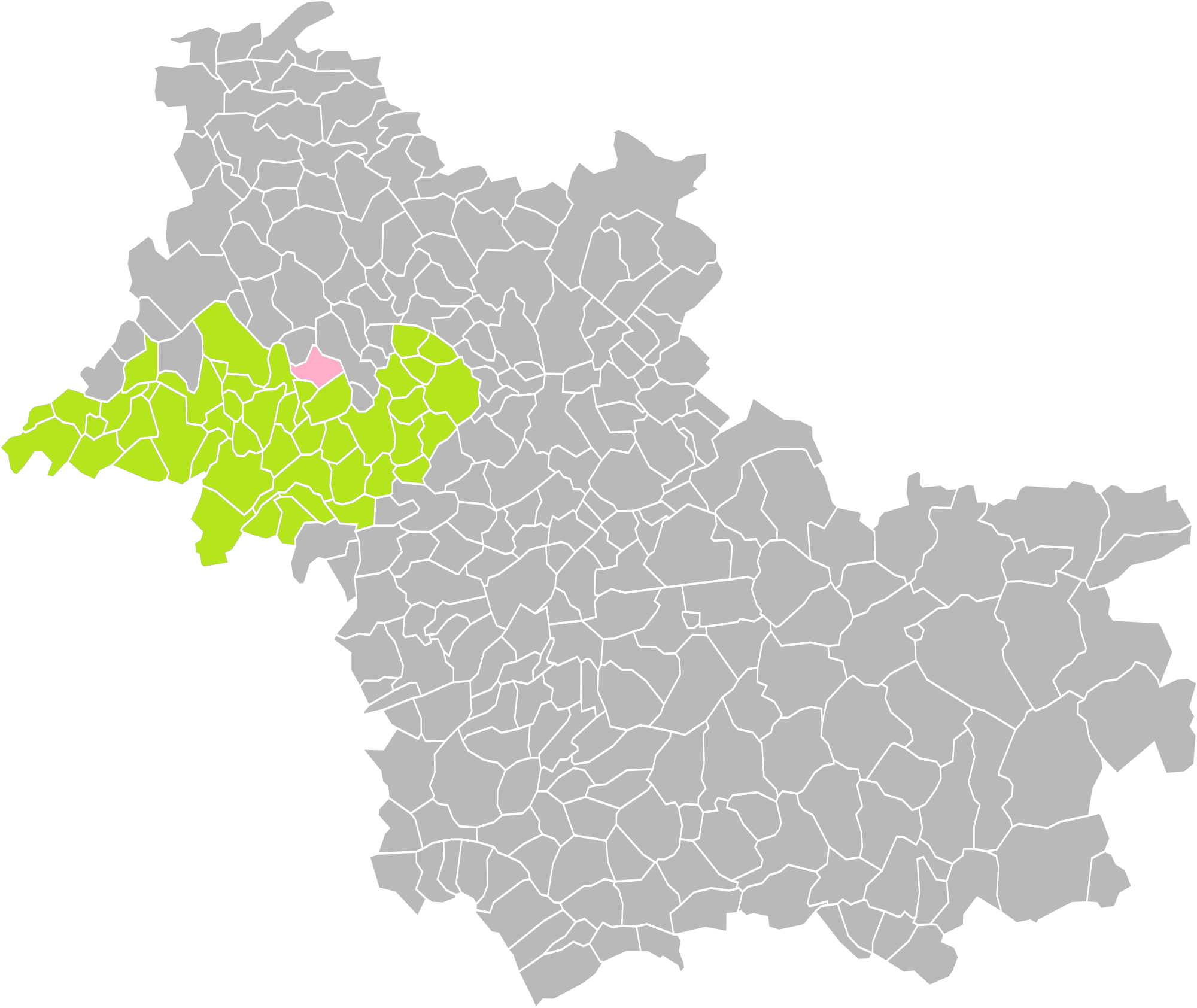
Naveil dans le canton de Montoire-sur-le-Loir en 2016.

### Habitat et logement
Le tableau ci-dessous présente la typologie des logements à Naveil en 2016 en comparaison avec celle du Loir-et-Cher et de la France entière. Une caractéristique marquante du parc de logements est ainsi la faible proportion des résidences secondaires et logements occasionnels (8 %) par rapport au département (18 %) et à la France entière (9,6 %). Concernant le statut d'occupation de ces logements, 83,9 % des habitants de la commune sont propriétaires de leur logement (80,8 % en 2011), contre 68,1 % pour le Loir-et-Cher et 57,6 pour la France entière.
|                                                         | Naveil | Loir-et-Cher | France entière |
| ------------------------------------------------------- | ------ | ------------ | -------------- |
| Résidences principales (en %)                           | 83,3   | 74,5         | 82,3           |
| Résidences secondaires et logements occasionnels (en %) | 8,0    | 18           | 9,6            |
| Logements vacants (en %)                                | 8,7    | 7,5          | 8,1            |

### Risques majeurs
Le territoire communal de Naveil est vulnérable à différents aléas naturels : inondations (par débordement du Loir), climatiques (hiver exceptionnel ou canicule), mouvements de terrains ou sismique (sismicité très faible).
Il est également exposé à un risque technologique :  le transport de matières dangereuses,.

#### Risques naturels

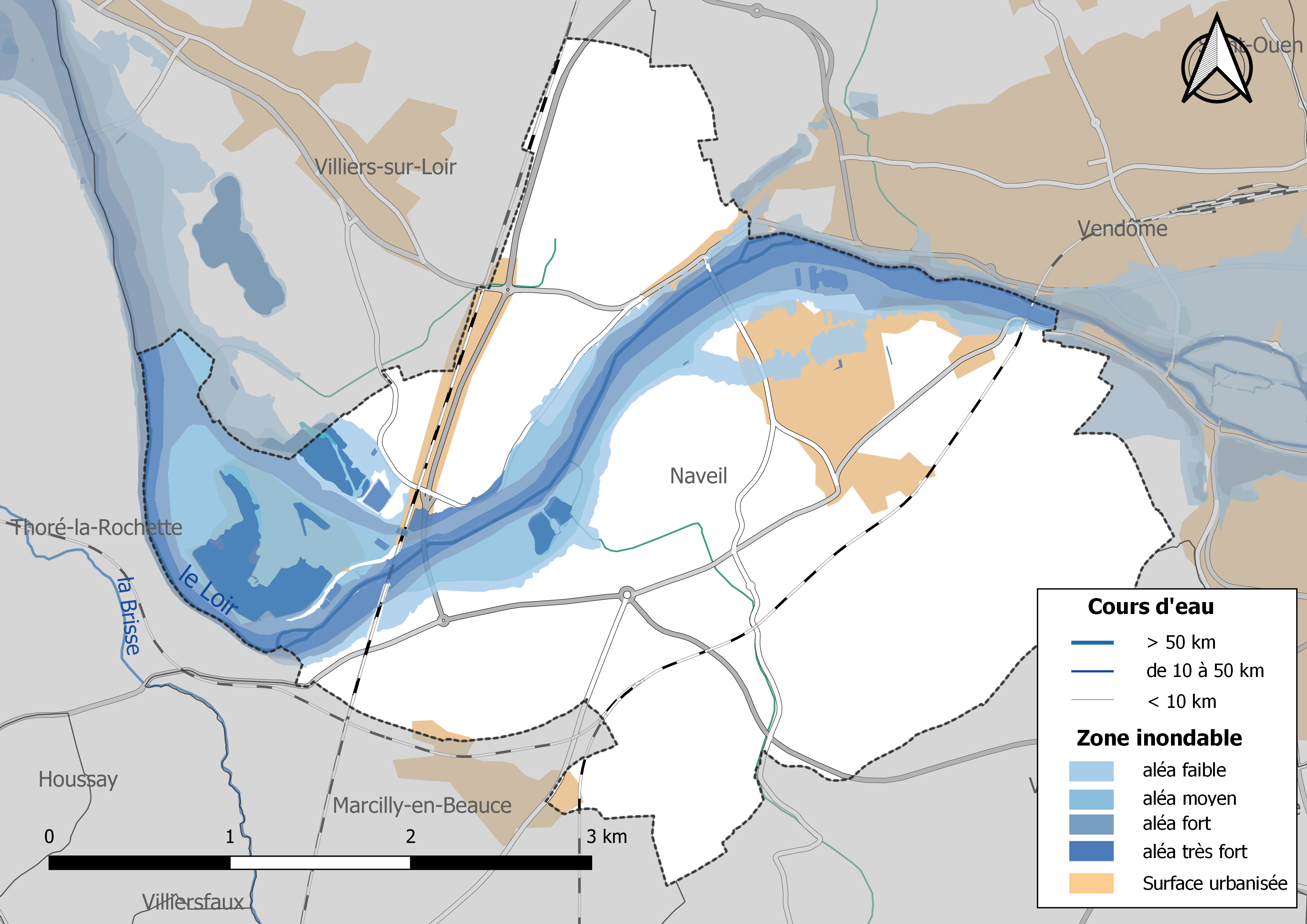
Zones inondables de la commune de Naveil.

Les mouvements de terrains susceptibles de se produire sur la commune sont soit liés au retrait-gonflement des argiles, soit des chutes de blocs, soit des glissements de terrains, soit des effondrements liés à des cavités souterraines. Le phénomène de retrait-gonflement des argiles est la conséquence d'un changement d'humidité des sols argileux. Les argiles sont capables de fixer l'eau disponible mais aussi de la perdre en se rétractant en cas de sécheresse. Ce phénomène peut provoquer des dégâts très importants sur les constructions (fissures, déformations des ouvertures) pouvant rendre inhabitables certains locaux. La carte de zonage de cet aléa peut être consultée sur le site de l'observatoire national des risques naturels Georisques. Une autre carte permet de prendre connaissance des cavités souterraines localisées sur la commune.
Les crues du Loir sont moins importantes que celles de la Loire, mais elles peuvent provoquer des dégâts importants. Les crues historiques sont celles de 1665 (4 m à l'échelle de Vendôme), 1784 (2,84 m), 1961 (2,90 m) et 2004 (2 m). Le débit maximal historique est de 256 m3/s et caractérise une crue de retour cinquantennal. Le risque d'inondation est pris en compte dans l'aménagement du territoire de la commune par le biais du Plan de prévention du risque inondation (PPRI) du Loir.

#### Risques technologiques
Le risque de transport de marchandises dangereuses sur la commune est lié à sa traversée par une canalisation de transport de gaz. Un accident se produisant sur une telle infrastructure est en effet susceptible d'avoir des effets graves au bâti ou aux personnes jusqu'à 350 m, selon la nature du matériau transporté. Des dispositions d'urbanisme peuvent être préconisées en conséquence.

## Histoire

### Antiquité
La présence humaine dans la région remonte à la préhistoire. Deux polissoirs en pierre du néolithique sont encore visibles sur la commune. Des routes gallo-romaines et la villa gallo-romaine de Tourteline dont les fondations sont toujours présentes témoigne d’une cité active sous l’empire romain qui selon la tradition locale aurais été le chef lieu de la région dit "Condita de Naveil" (Condita navoliensis en latin) qui comprenait les territoires de Naveil, Villiers, Marcilly, Villerable.. Seule des photos aériennes montrent encore l'emplacement de la villa située au lieu-dit Tourteline. Des fouilles réalisées dans les années 1920, il ne reste que des croquis et quelques objets conservés au musée de Vendôme.

### Moyen Âge
De la période mérovingienne nous sont restées de nombreuses sépultures.
En 883 est cité parmi les biens de l’abbaye de Marmoutier sous le nom de « Navoliense Condita », signifiant lieu de la vallée encaissée.

### Epoque moderne et contemporaine
Henri IV récoltait son vin de Surin au Château de Prépatour, déjà son père Antoine de Bourbon y festoyait en compagnie de Ronsard et Rabelais.
Le musée Louis Leygue (1905–1992) est installé dans l’atelier même de ce grand sculpteur.
Plus récemment, le TGV a établi son record du monde de vitesse sur une portion de voies passant par la commune de Naveil, en 1990.

## Politique et administration

### Liste des maires

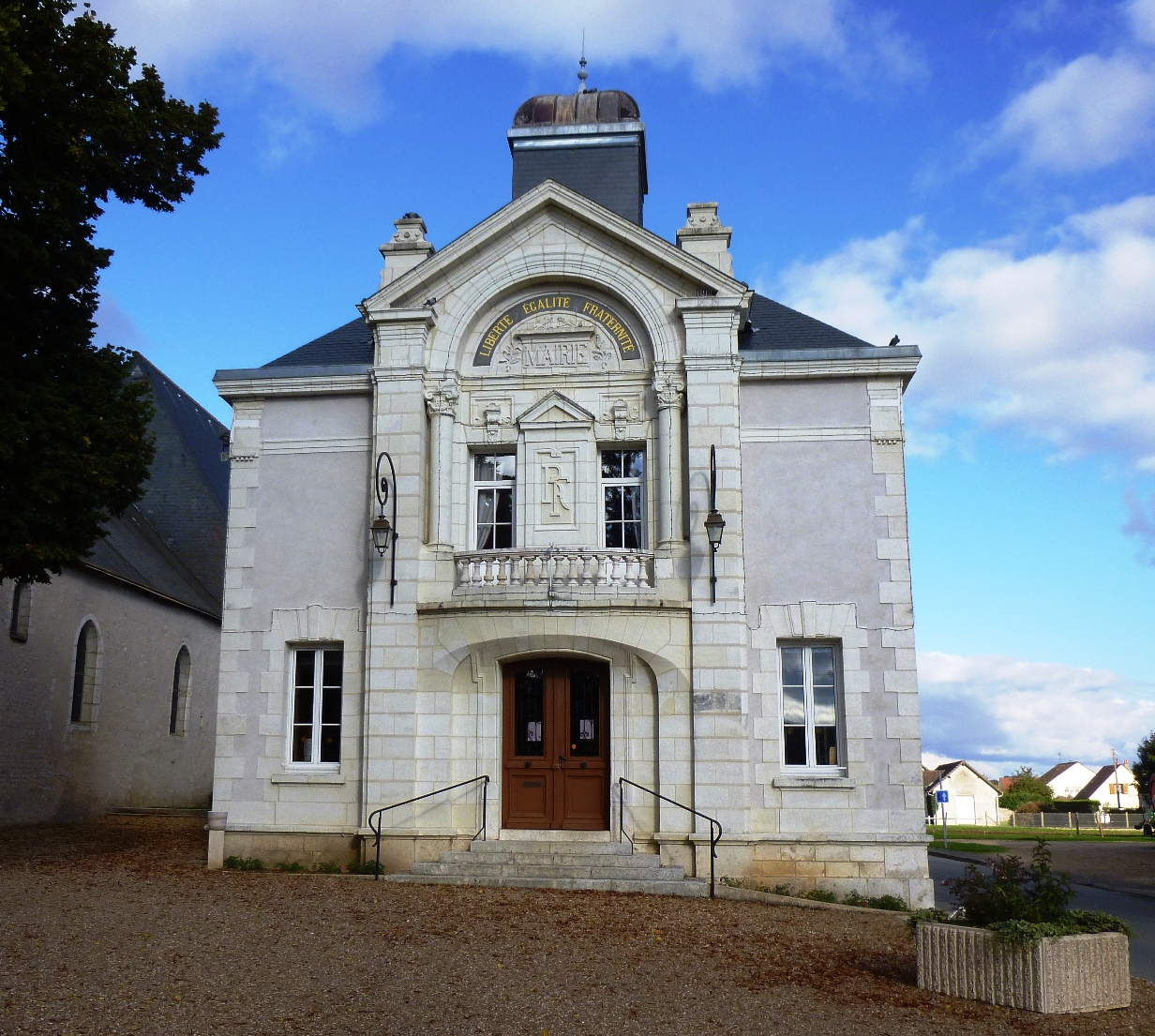
Mairie de Naveil.

| Période                                  | Période      | Identité                     | Étiquette | Qualité                                                        |
| ---------------------------------------- | ------------ | ---------------------------- | --------- | -------------------------------------------------------------- |
| octobre 1944                             | mai 1945     | Paul Messager                |           | délégué spécial                                                |
| mai 1945                                 | février 1946 | Denise Cochet (née Quenioux) |           |                                                                |
| mars 1946                                | octobre 1947 | Aimé Deniau                  |           |                                                                |
| octobre 1947                             | mars 1965    | Abel Norguet                 | DVG       | Enseignant Conseiller général (1955-1967)                      |
| mars 1965                                | mars 1989    | Roger Foussat                | DVD       | Instituteur                                                    |
| mars 1989                                | avril 1991   | Raymond Reisser              |           |                                                                |
| juin 1991                                | juillet 1991 |                              |           | Délégation spéciale (Marcel Burma, Jean Charles, Marcel Larue) |
| juillet 1991                             | mars 2001    | Louis Fisseau                |           | Maire honoraire                                                |
| mars 2014                                | mai 2020     | Claude Bordier               |           | Retraité salarié du secteur privé                              |
| mai 2020                                 | En cours     | Magali Marty Royer,          |           | Chef d'entreprise de dix salariés ou plus                      |
| Les données manquantes sont à compléter. |              |                              |           |                                                                |

## Population et société

### Démographie

#### Évolution démographique
L'évolution du nombre d'habitants est connue à travers les recensements de la population effectués dans la commune depuis 1793. Pour les communes de moins de 10 000 habitants, une enquête de recensement portant sur toute la population est réalisée tous les cinq ans, les populations de référence des années intermédiaires étant quant à elles estimées par interpolation ou extrapolation. Pour la commune, le premier recensement exhaustif entrant dans le cadre du nouveau dispositif a été réalisé en 2005.

En 2022, la commune comptait 2 439 habitants, en évolution de +4,05 % par rapport à 2016 (Loir-et-Cher : −1,15 %, France hors Mayotte : +2,11 %).
| 1793  | 1800 | 1806 | 1821  | 1831  | 1836  | 1841  | 1846  | 1851  |
| ----- | ---- | ---- | ----- | ----- | ----- | ----- | ----- | ----- |
| 1 050 | 824  | 953  | 1 155 | 1 208 | 1 200 | 1 206 | 1 167 | 1 184 |

| 1856  | 1861  | 1866  | 1872  | 1876  | 1881  | 1886  | 1891  | 1896  |
| ----- | ----- | ----- | ----- | ----- | ----- | ----- | ----- | ----- |
| 1 182 | 1 160 | 1 143 | 1 116 | 1 116 | 1 162 | 1 128 | 1 024 | 1 012 |

| 1901 | 1906 | 1911  | 1921 | 1926 | 1931 | 1936 | 1946  | 1954  |
| ---- | ---- | ----- | ---- | ---- | ---- | ---- | ----- | ----- |
| 967  | 958  | 1 014 | 928  | 919  | 972  | 984  | 1 048 | 1 118 |

| 1962  | 1968  | 1975  | 1982  | 1990  | 1999  | 2005  | 2006  | 2010  |
| ----- | ----- | ----- | ----- | ----- | ----- | ----- | ----- | ----- |
| 1 259 | 1 368 | 1 358 | 1 657 | 1 855 | 1 833 | 1 980 | 1 989 | 2 143 |

| 2015  | 2020  | 2022  | - | - | - | - | - | - |
| ----- | ----- | ----- | - | - | - | - | - | - |
| 2 288 | 2 423 | 2 439 | - | - | - | - | - | - |

#### Pyramide des âges
En 2018, le taux de personnes d'un âge inférieur à 30 ans s'élève à 29,8 %, soit en dessous de la moyenne départementale (31,3 %). À l'inverse, le taux de personnes d'âge supérieur à 60 ans est de 30,9 % la même année, alors qu'il est de 31,6 % au niveau départemental.
En 2018, la commune comptait 1 184 hommes pour 1 202 femmes, soit un taux de 50,38 % de femmes, légèrement inférieur au taux départemental (51,45 %).
Les pyramides des âges de la commune et du département s'établissent comme suit.
| Hommes | Classe d’âge | Femmes |
| ------ | ------------ | ------ |
| 1,1    | 90 ou +      | 1,1    |
| 8,0    | 75-89 ans    | 10,9   |
| 19,8   | 60-74 ans    | 20,9   |
| 20,4   | 45-59 ans    | 22,4   |
| 18,2   | 30-44 ans    | 17,4   |
| 13,3   | 15-29 ans    | 11,0   |
| 19,2   | 0-14 ans     | 16,3   |

| Hommes | Classe d’âge | Femmes |
| ------ | ------------ | ------ |
| 1,1    | 90 ou +      | 2,6    |
| 9,2    | 75-89 ans    | 11,9   |
| 19,7   | 60-74 ans    | 20,4   |
| 20,7   | 45-59 ans    | 20     |
| 16,5   | 30-44 ans    | 16,2   |
| 15,2   | 15-29 ans    | 13,2   |
| 17,6   | 0-14 ans     | 15,7   |

## Enseignement

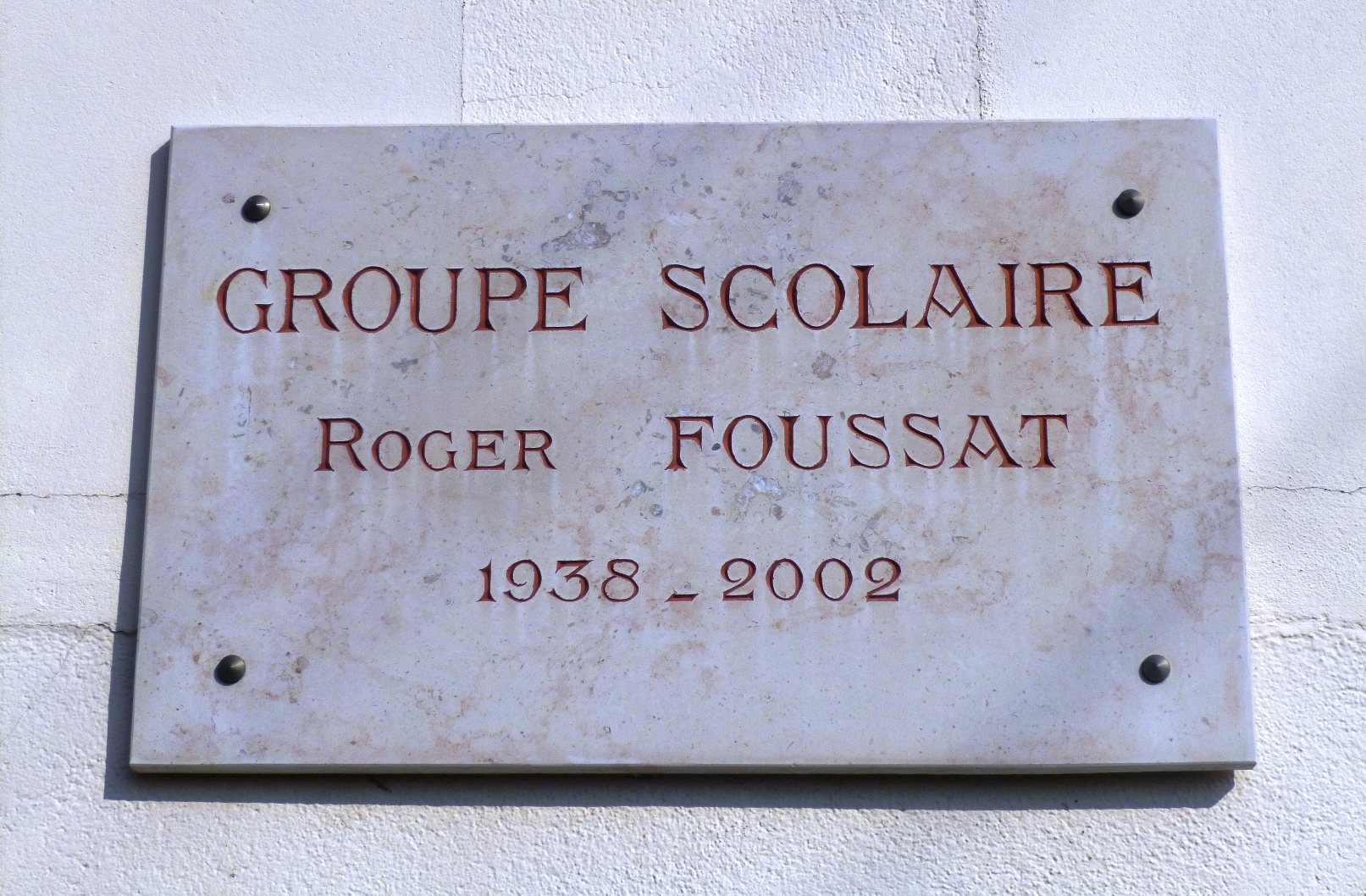
Groupe scolaire Roger-Foussat.

La commune de Naveil dépend de l'académie d'Orléans-Tours et de l'Inspection académique de Loir-et-Cher.
2 écoles :
- École maternelle publique Roger-Foussat ;
- École élémentaire publique Roger-Foussat.

## Économie

### Secteurs d'activité
Le tableau ci-dessous détaille le nombre d'entreprises implantées à Naveil selon leur secteur d'activité et le nombre de leurs salariés :
|                                                              | total | % com (% dep) | 0 salarié | 1 à 9 salarié(s) | 10 à 19 salariés | 20 à 49 salariés | 50 salariés ou plus |
| ------------------------------------------------------------ | ----- | ------------- | --------- | ---------------- | ---------------- | ---------------- | ------------------- |
| Ensemble                                                     | 168   | 100,0 (100)   | 107       | 46               | 12               | 2                | 1                   |
| Agriculture, sylviculture et pêche                           | 14    | 8,3 (11,8)    | 12        | 2                | 0                | 0                | 0                   |
| Industrie                                                    | 20    | 11,9 (6,5)    | 9         | 10               | 1                | 0                | 0                   |
| Construction                                                 | 24    | 14,3 (10,3)   | 9         | 10               | 4                | 1                | 0                   |
| Commerce, transports, services divers                        | 86    | 51,2 (57,9)   | 61        | 20               | 5                | 0                | 0                   |
| dont commerce et réparation automobile                       | 19    | 11,3 (17,5)   | 11        | 7                | 1                | 0                | 0                   |
| Administration publique, enseignement, santé, action sociale | 24    | 14,3 (13,5)   | 16        | 4                | 2                | 1                | 1                   |
| Champ : ensemble des activités.                              |       |               |           |                  |                  |                  |                     |

Le secteur du commerce, transports et services divers est prépondérant sur la commune (86 entreprises sur 168).
Sur les 168 entreprises implantées à Naveil en 2016, 107 ne font appel à aucun salarié, 46 comptent 1 à 9 salariés, 12 emploient entre 10 et 19 personnes.2 emploient entre 20 et 49 personnes.

### Agriculture
En 2010, l'orientation technico-économique de l'agriculture sur la commune est la polyculture et le polyélevage. Le département a perdu près d'un quart de ses exploitations en 10 ans, entre 2000 et 2010 (c'est le département de la région Centre-Val de Loire qui en compte le moins). Cette tendance se retrouve également au niveau de la commune où le nombre d'exploitations est passé de 39 en 1988 à 19 en 2000 puis à 11 en 2010. Parallèlement, la taille de ces exploitations augmente, passant de 29 ha en 1988 à 98 ha en 2010.
Le tableau ci-dessous présente les principales caractéristiques des exploitations agricoles de Naveil, observées sur une période de 22 ans : 
|                                      | 1988                 | 2000                 | 2010                 |
| Dimension économique                 | Dimension économique | Dimension économique | Dimension économique |
| ------------------------------------ | -------------------- | -------------------- | -------------------- |
| Nombre d'exploitations (u)           | 39                   | 19                   | 11                   |
| Travail (UTA)                        | 95                   | 24                   | 17                   |
| Surface agricole utilisée (ha)       | 1 122                | 1 160                | 1 080                |
| Cultures                             |                      |                      |                      |
| Terres labourables (ha)              | 993                  | 1 076                | 1 009                |
| Céréales (ha)                        | 722                  | 656                  | 618                  |
| dont blé tendre (ha)                 | 455                  | 491                  | 339                  |
| dont maïs-grain et maïs-semence (ha) | 158                  | 53                   | 38                   |
| Tournesol (ha)                       | 118                  | s                    | 41                   |
| Colza et navette (ha)                | 67                   | 148                  | 174                  |
| Élevage                              |                      |                      |                      |
| Cheptel (UGBTA)                      | 132                  | 32                   | 23                   |

#### Produits labellisés
La commune de Naveil est située dans l'aire de l'appellation d'origine protégée (AOP) d'un produit : un vin (les Coteaux-du-vendômois).
Le territoire de la commune est également intégré aux aires de productions de divers produits bénéficiant d'une indication géographique protégée (IGP) : le vin Val-de-loire, les volailles de l’Orléanais et les volailles du Maine,.

## Culture locale et patrimoine

### Lieux et monuments
- Église Saint-Gervais-et-Saint-Protais de Naveil . Elle est dédiée à saint Gervais et saint Protais, frères jumeaux . Ils sont toujours associés dans le culte qu'on leur porte .

La nef est du XIe siècle, l'abside du XVIe siècle et le porche du XVIIIe siècle.
La cloche actuelle, nommée Philippe-Félicie, date de 1833. Hors d' usage en 1883, elle a été refondue. Son poids est de 498 kg et la note qu'elle émet est : la bémol. Lors des travaux de restauration de 1987, ont été  découvertes des parties de fresques sur le mur sud de la nef et sur le mur ouest de la tribune (armoiries du comte de Rochambeau, seigneur de Naveil en 1755). De chaque côté du retable, se trouvent les statues de saint Gervais et de saint Protais .

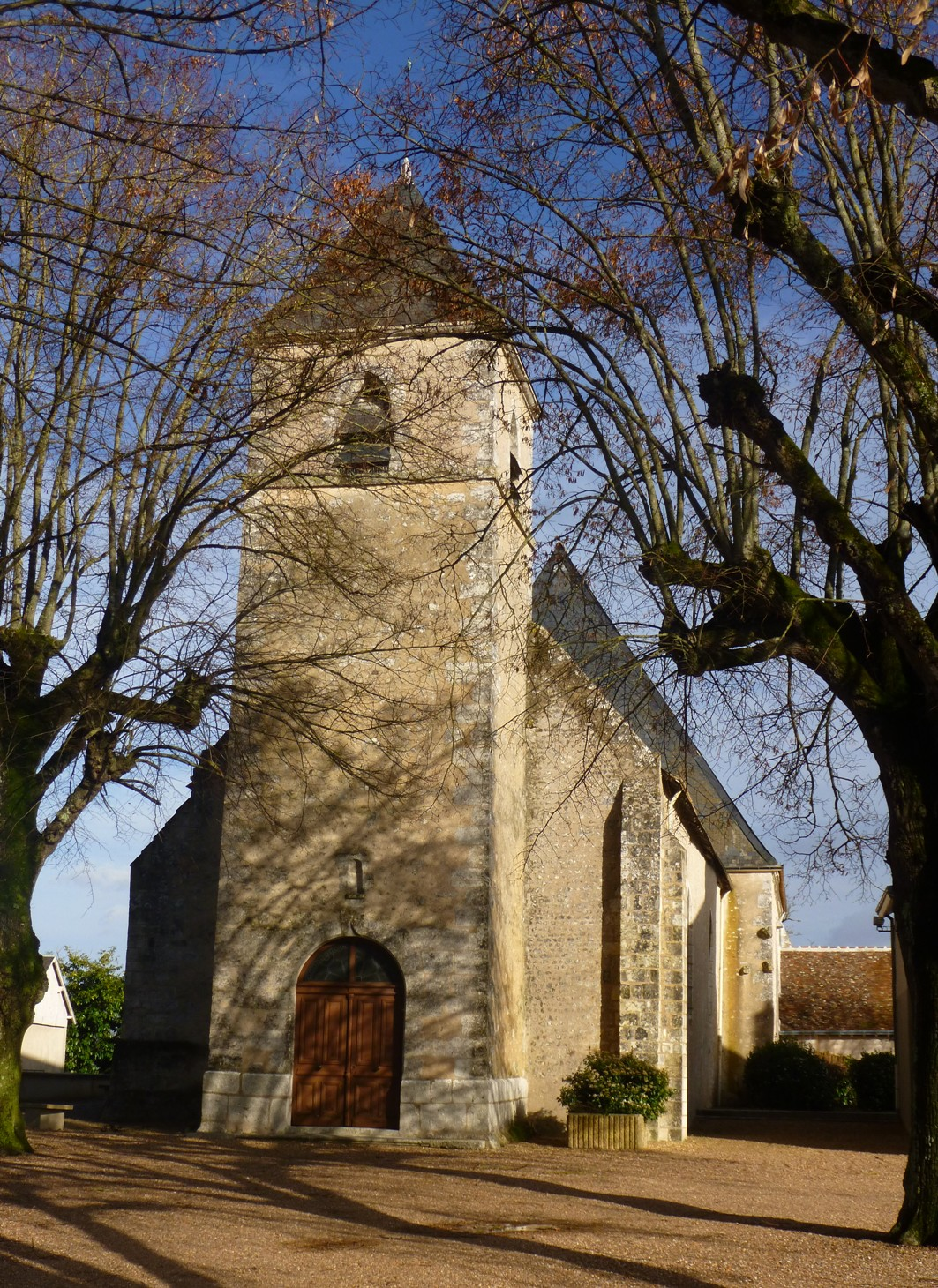
Église de Naveil.
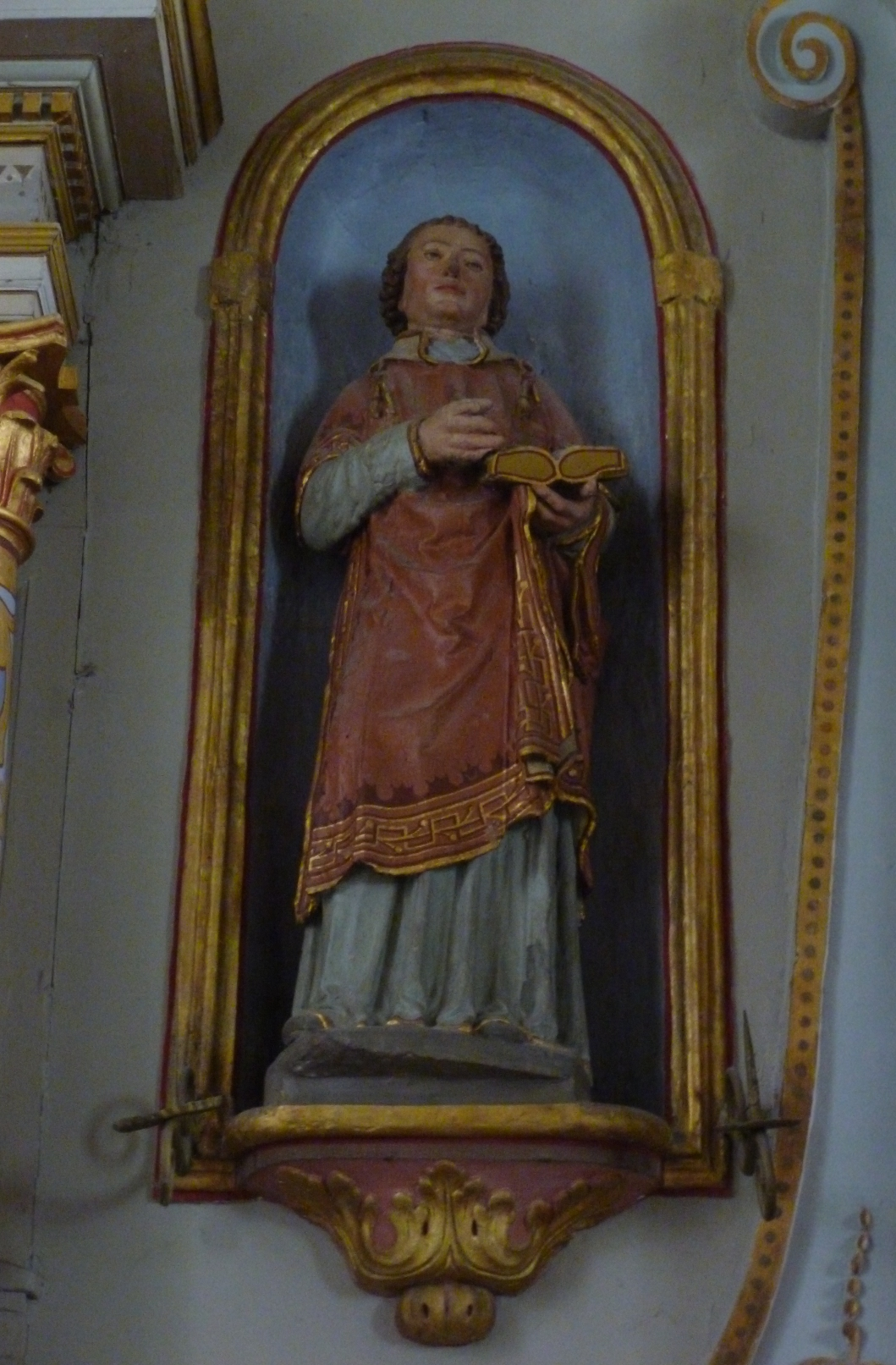
Saint-Gervais-Saint-Protais, église de Naveil (1).
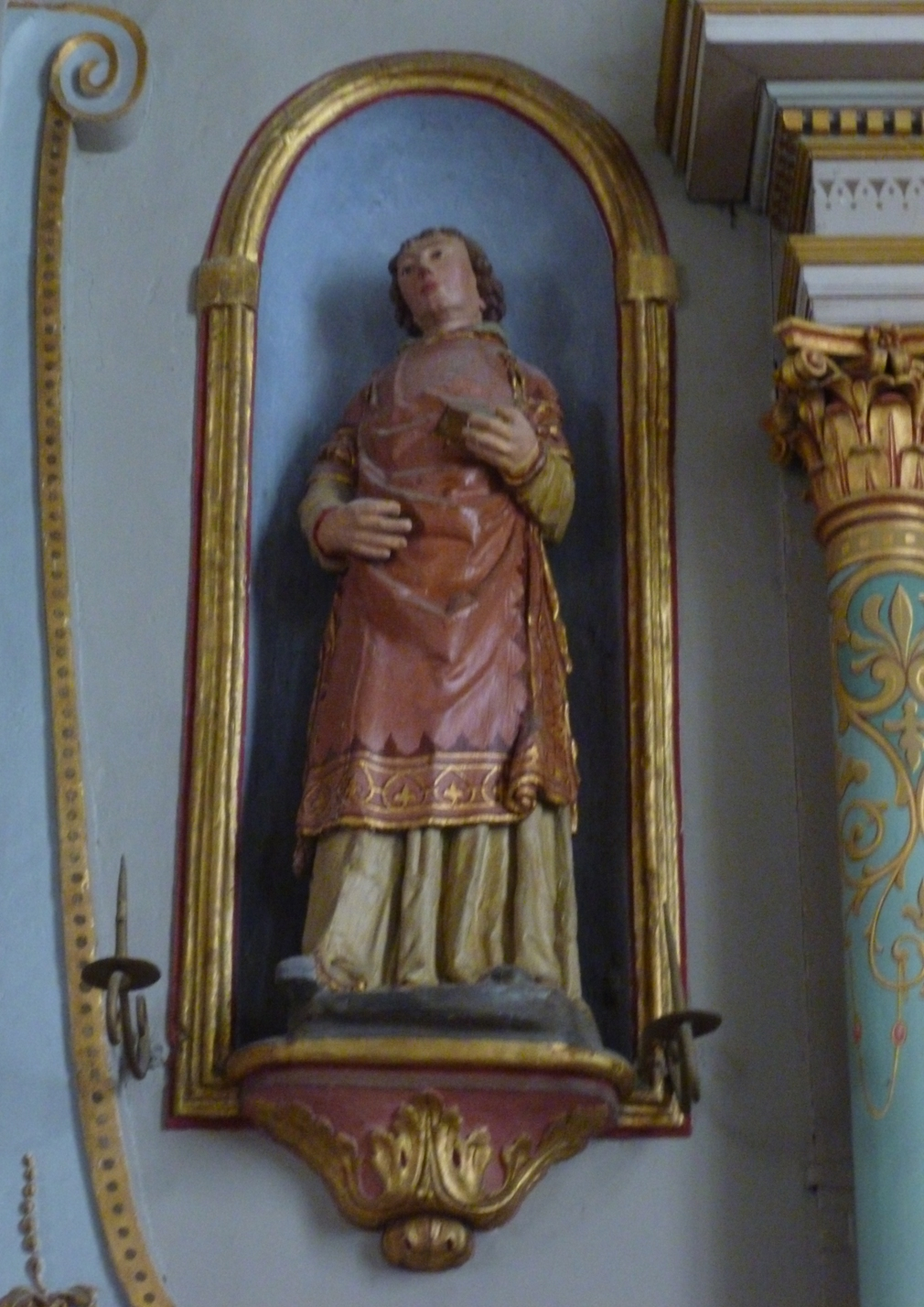
Saint Gervais-Saint-Protais, église de Naveil (2).
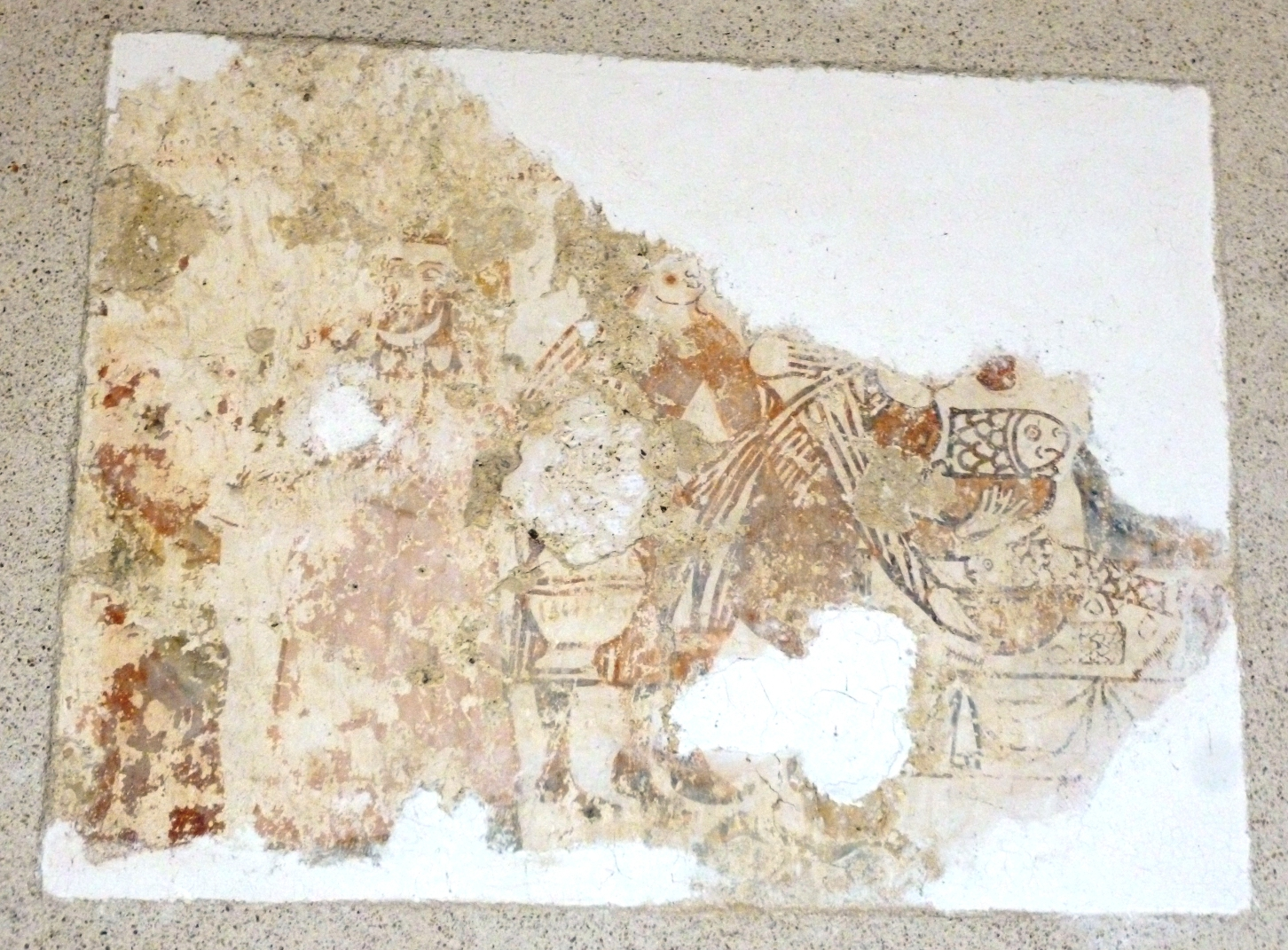
Fresque (1), église de Naveil.
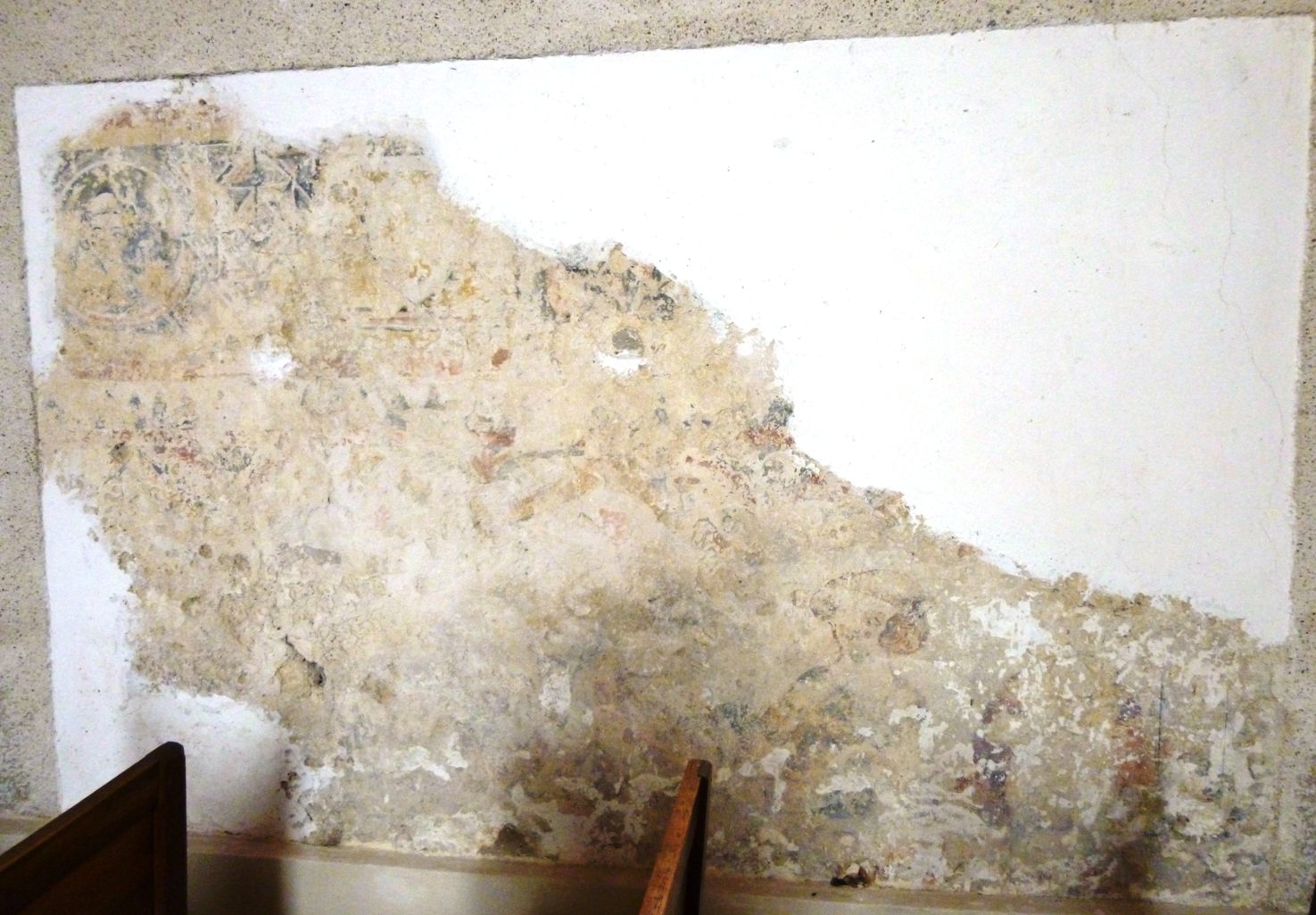
Fresque (2), église de Naveil.
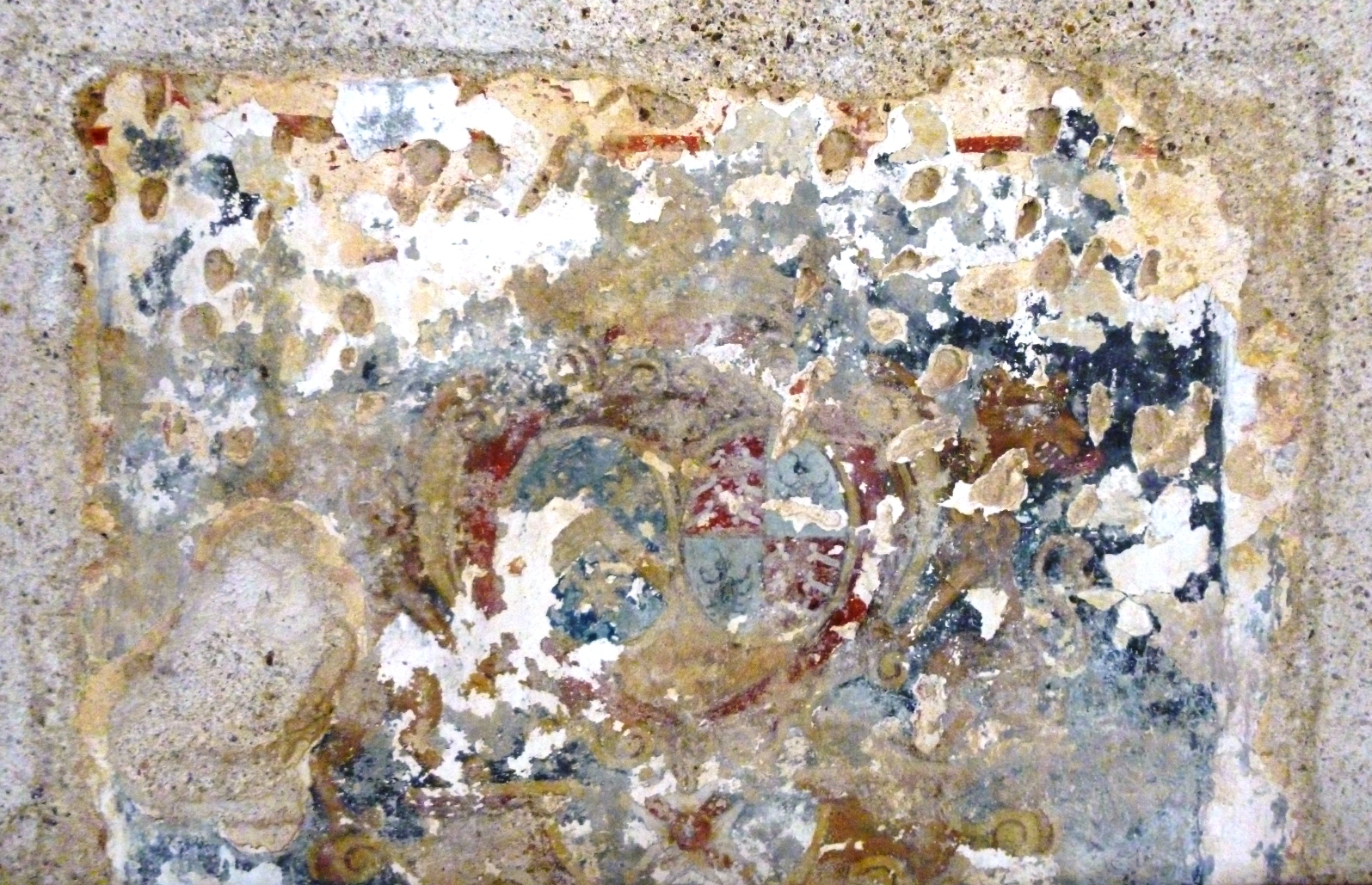
Fresque (3), église de Naveil.

- Mairie (architecte : Jean Boulay). Elle fut inaugurée le dimanche 31 août 1902.
- Atelier - Musée de Louis-Leygue.
- Polissoirs de Mondétour : deux polissoirs classés au titre des monuments historiques par arrêté du 20 février 1978[64].
- Lavoir de Brenière.
- Lavoir de Varennes, qui appartient à Naveil et à Marcilly-en-Beauce.
- Puits communaux (8 sont toujours visibles).
- Conservatoire du Pineau d'Aunis.
- Deux ponts qui enjambent le Loir : le pont de Montrieux (en pierre, 1873) et le pont de Prépatour (en béton armé, 1923).
- Giratoire de Montrieux, sur la D 5, implanté en 1999. La maison de Vigne, elle, a été construite en 2006.
- Château de Prépatour (propriété privée).

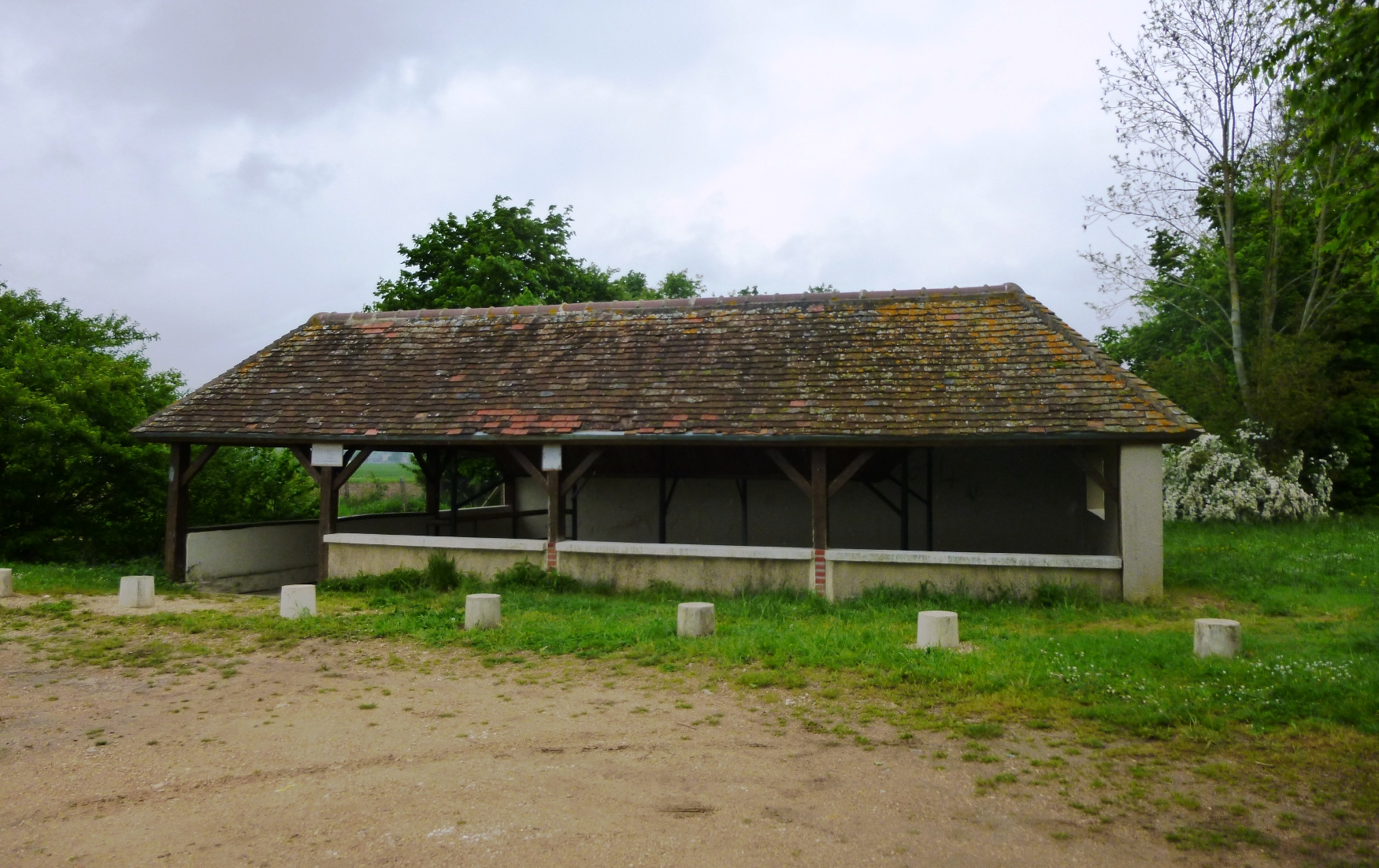
Lavoir de Brenière.
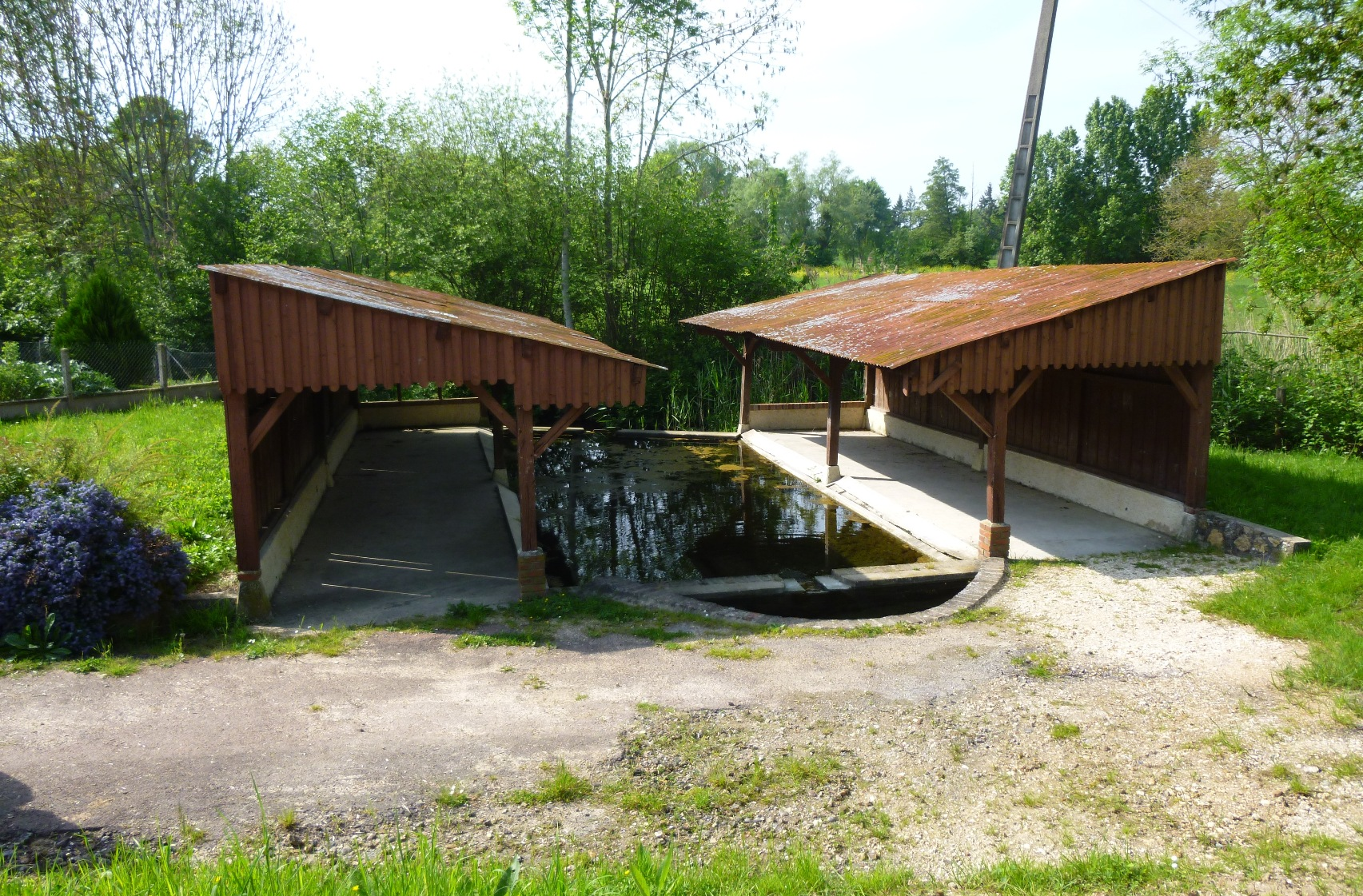
Lavoir de Varennes.
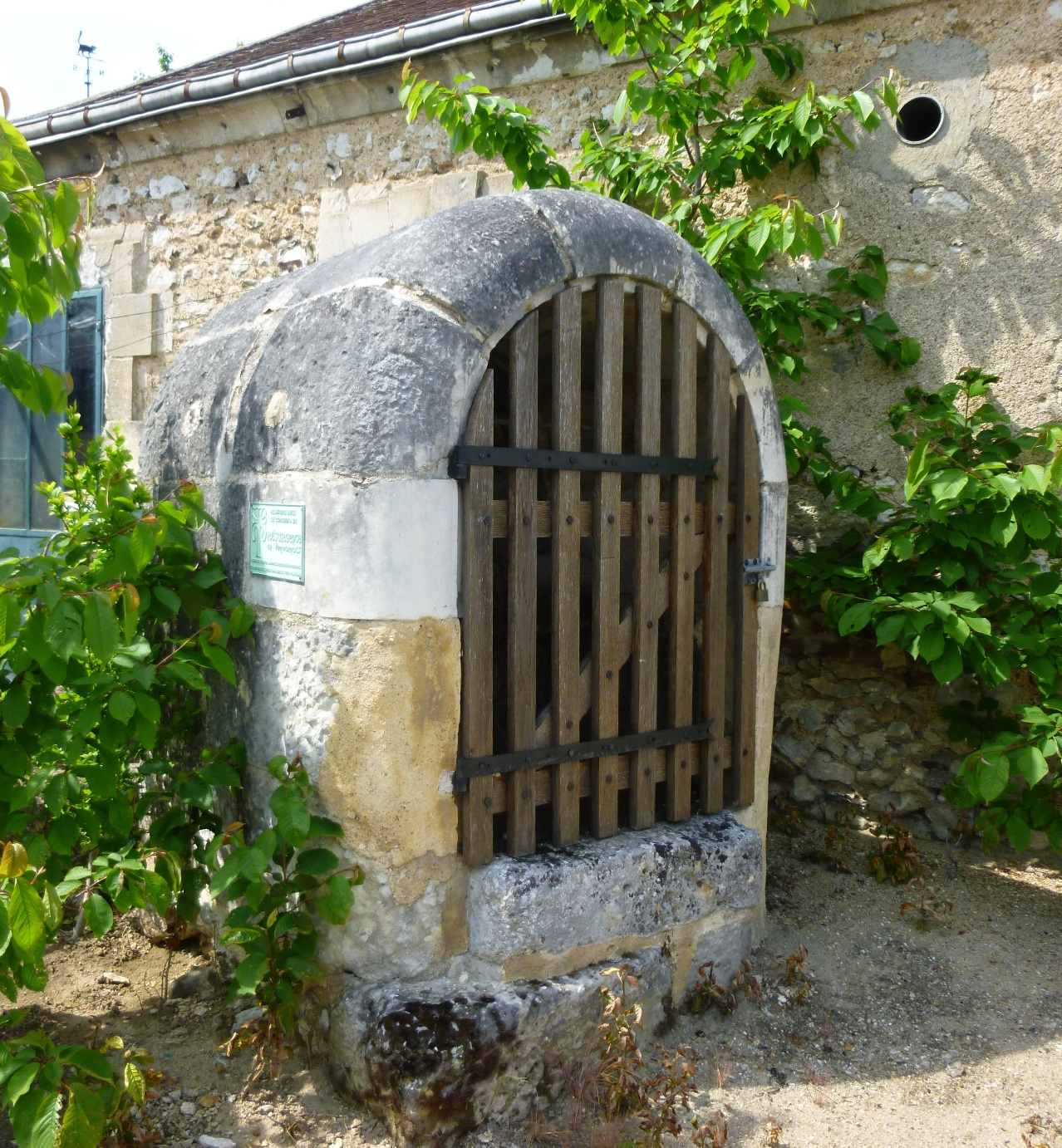
Puits de Villaria.
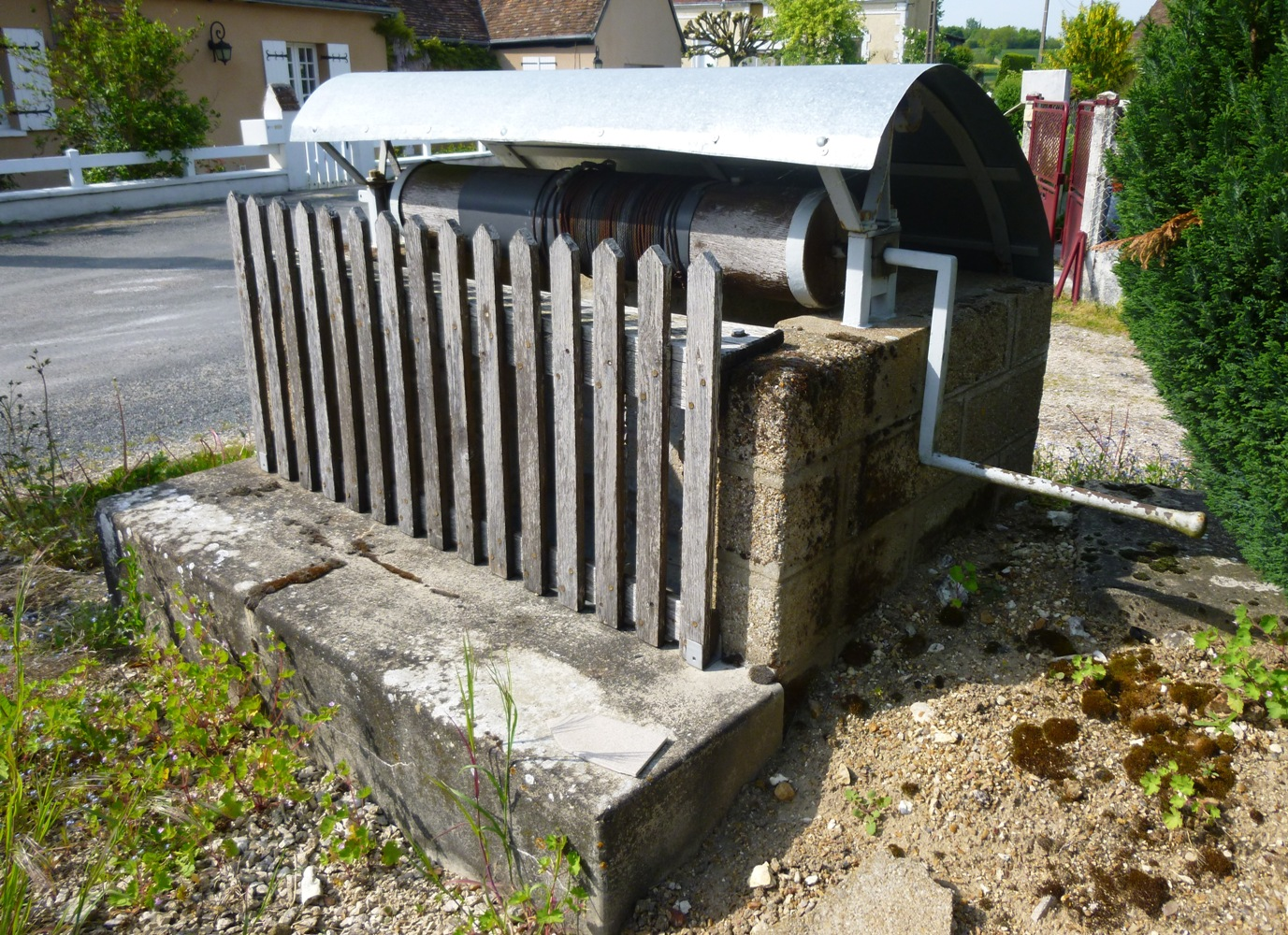
Puits du Vau.
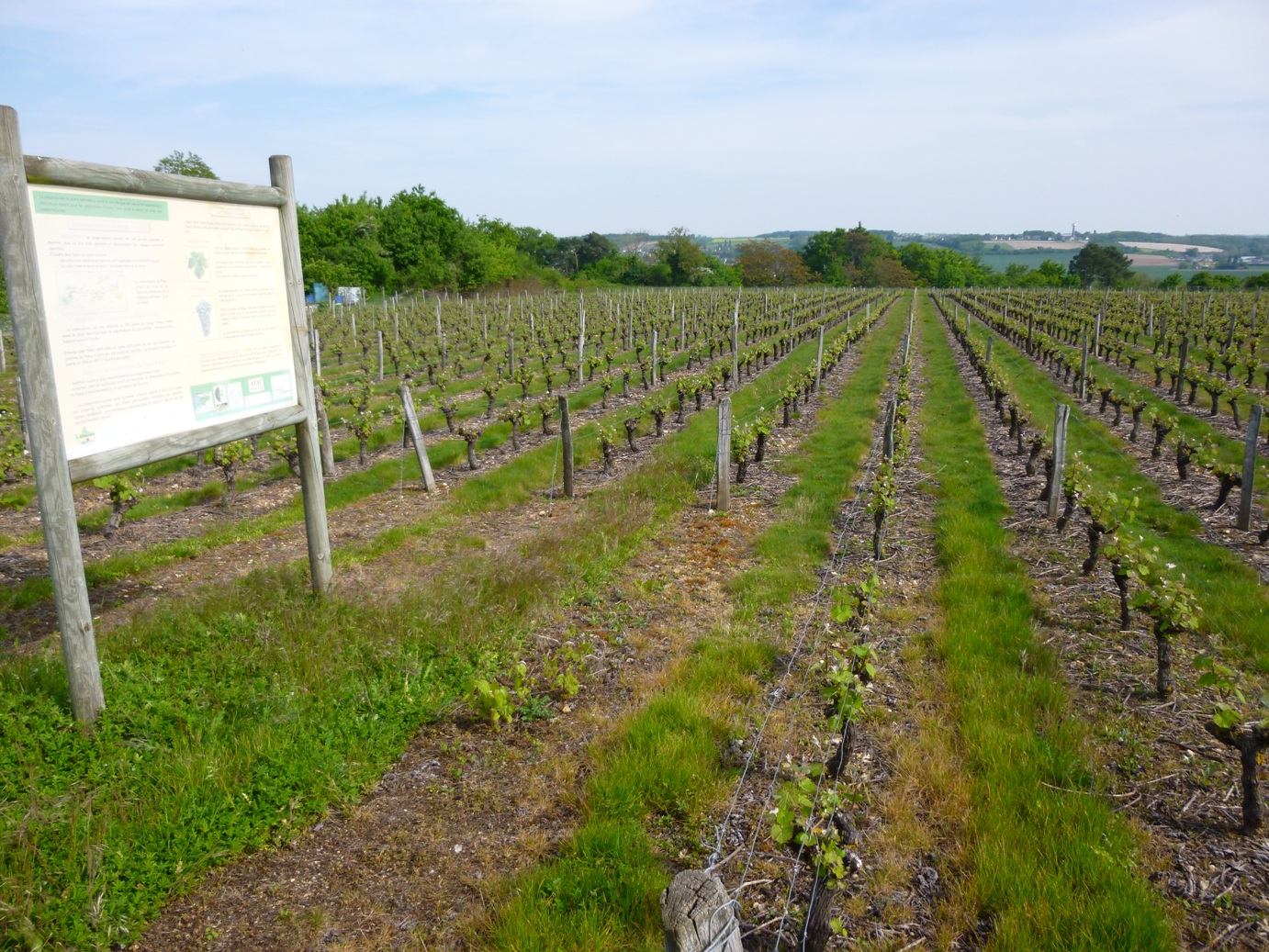
Conservatoire du Pineau d'Aunis.
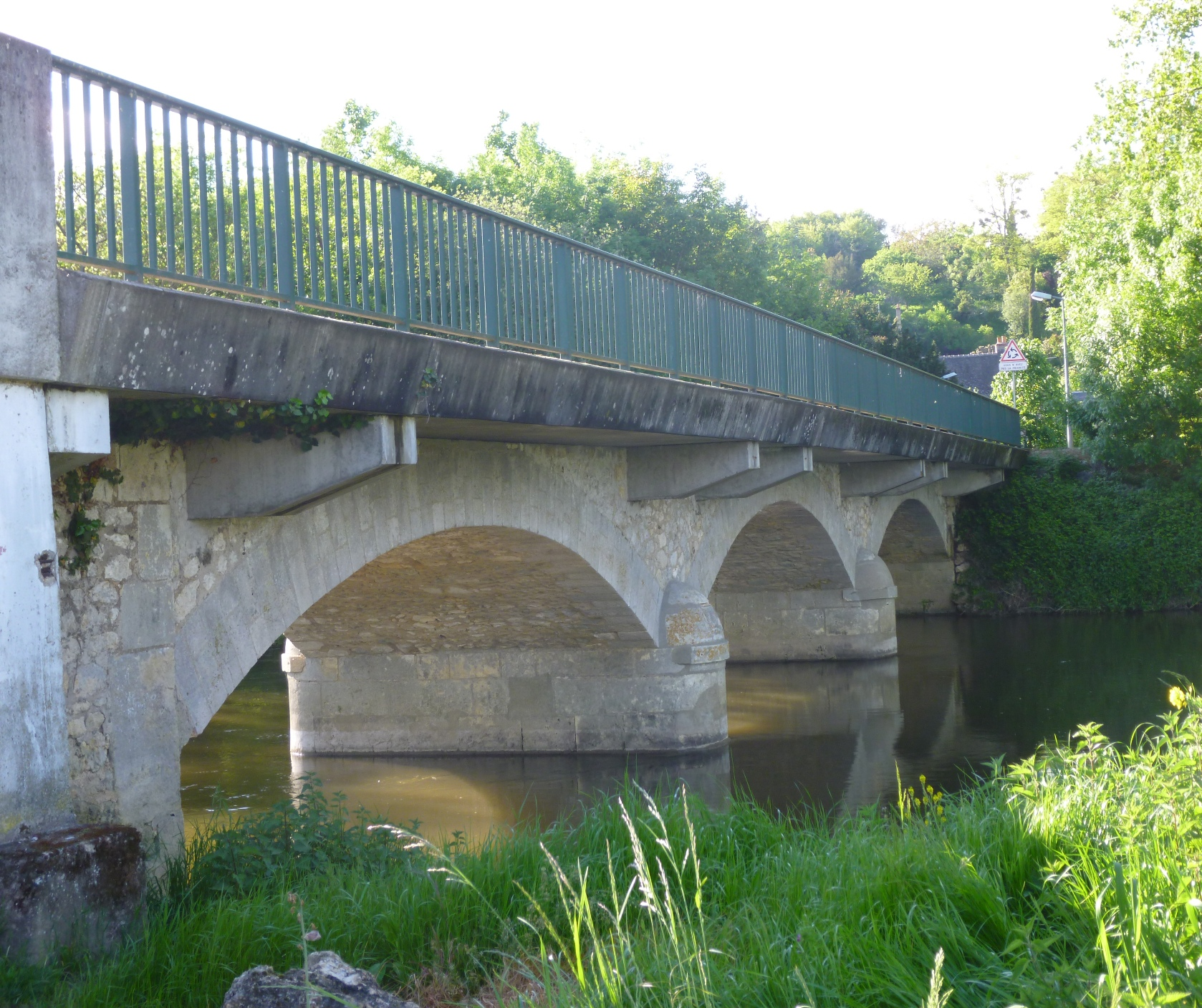
Pont de Montrieux.
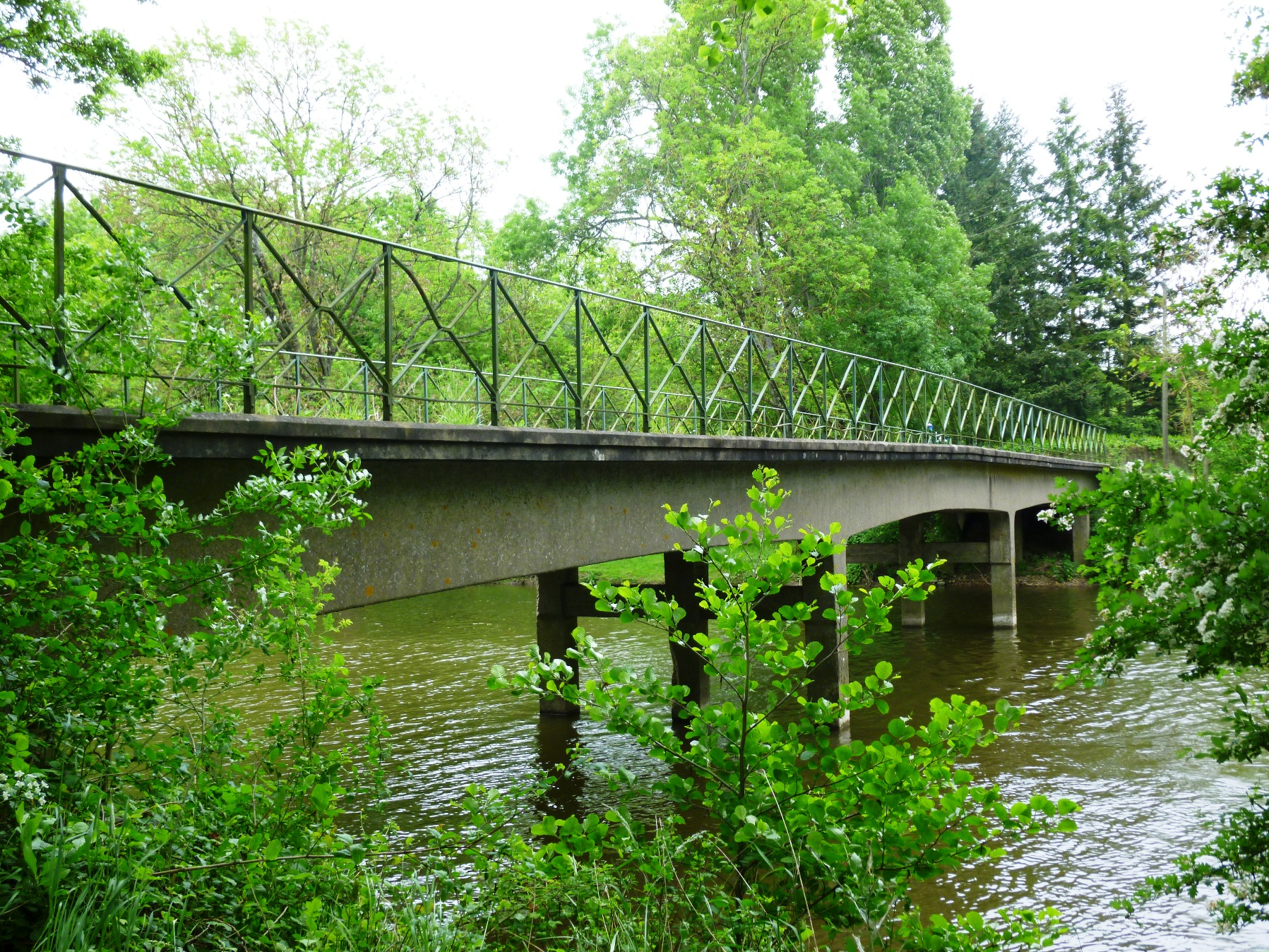
Pont de Prépatour.
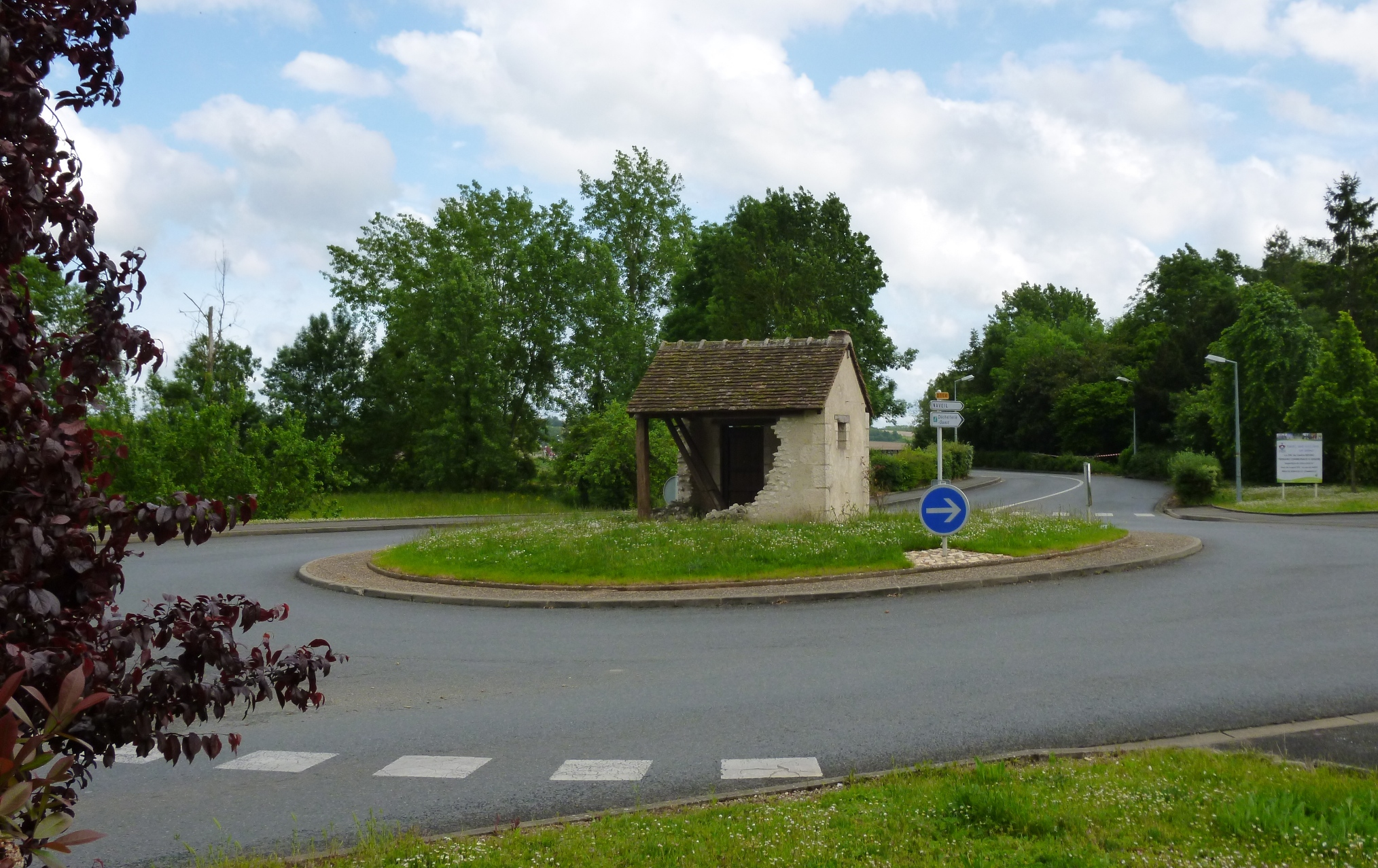
Giratoire à l'entrée de Naveil, sur la D 5.
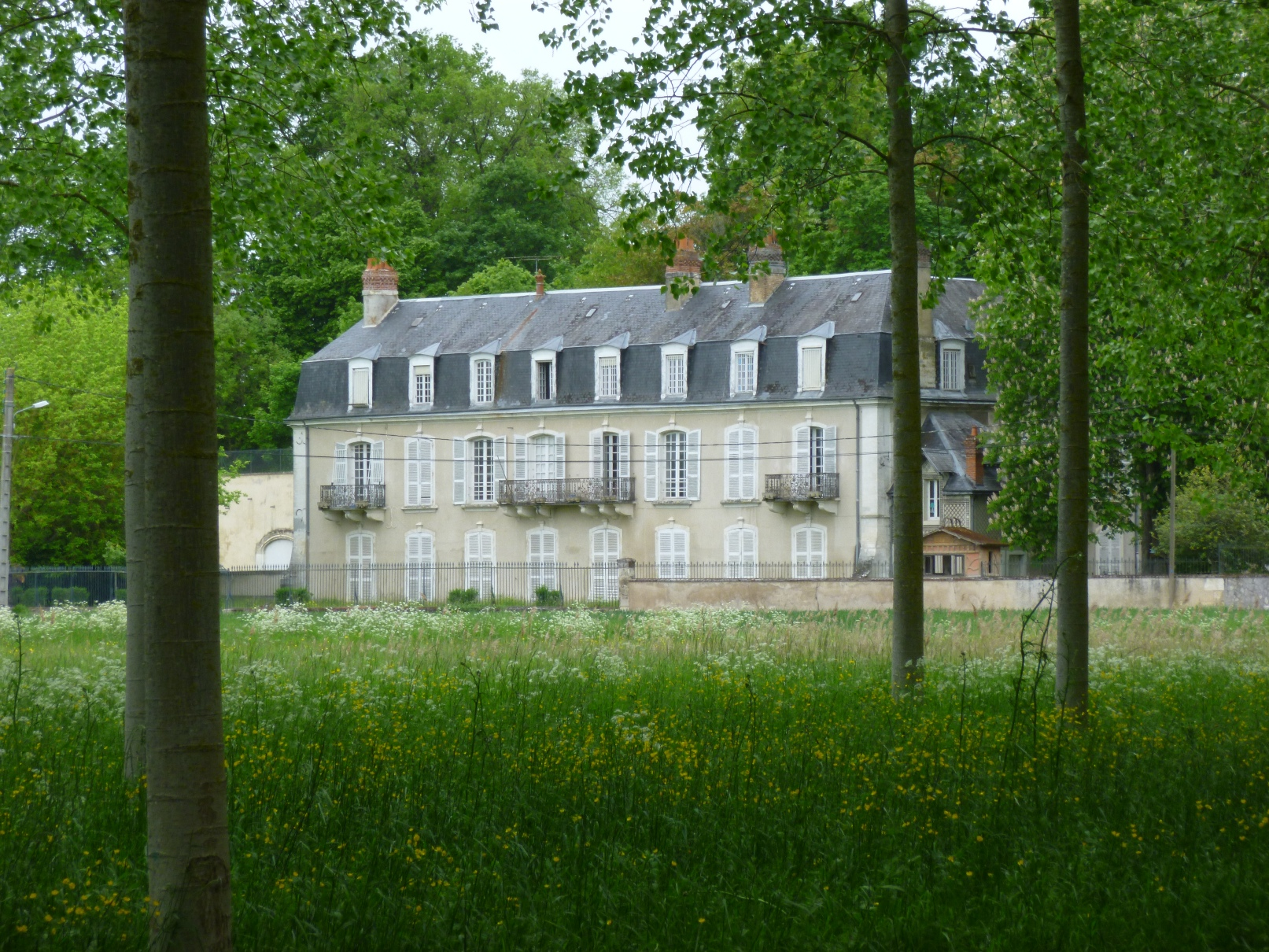
Château de Prépatour.

- Gymnase Marie-Amélie Le Fur, inauguré le 24 novembre 2012.

### Héraldique
|  | Les armoiries de Naveil se blasonnent ainsi : D'argent au pont de gueules maçonné de sable, posé sur une rivière d'azur chargée de deux burèles ondées du champ et surmonté d'un tourteau aussi d'azur. Création J.J. Silly (1993). |

### Personnalités liées à la commune

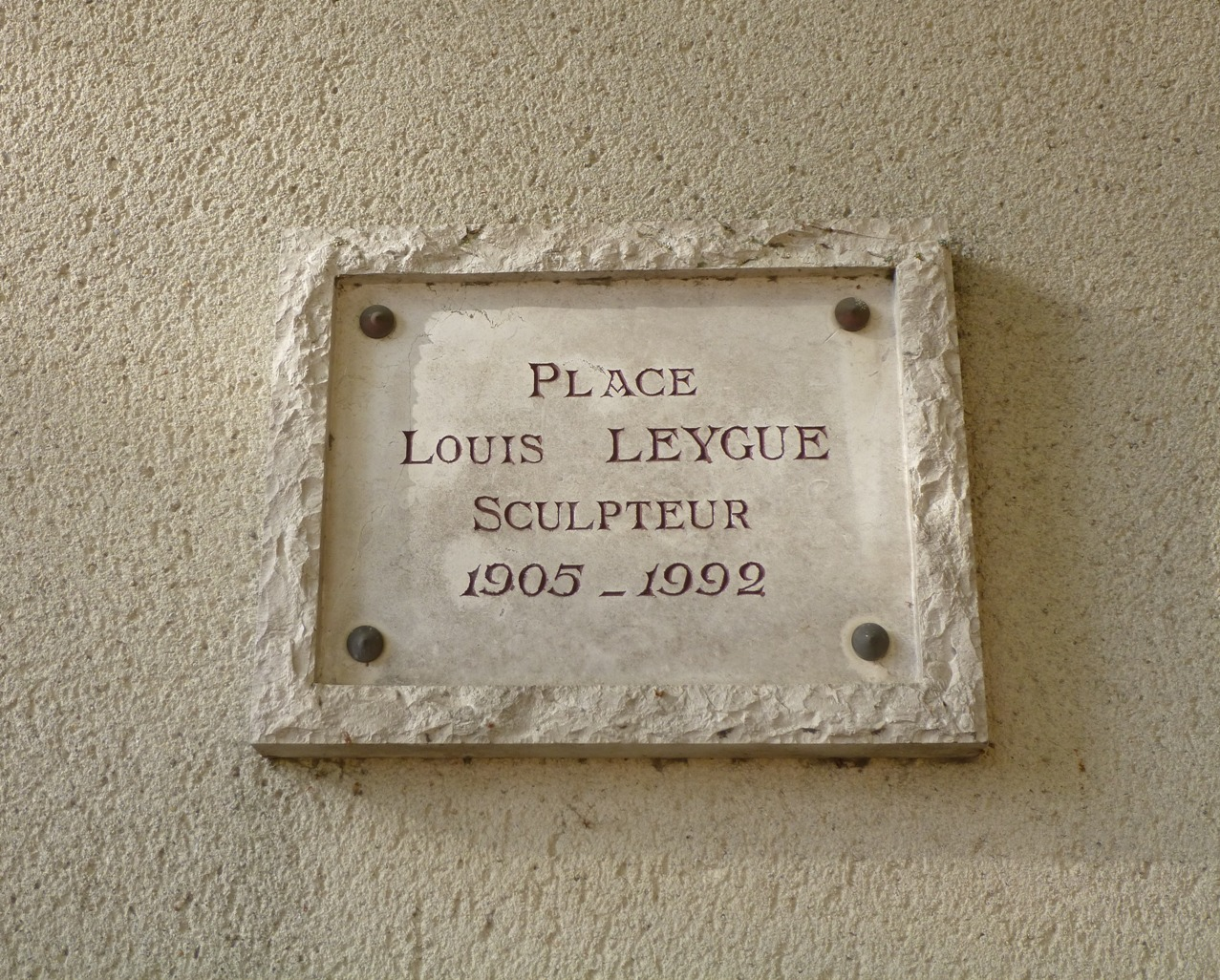
Place Louis-Leygue.

- Honoré de Balzac : élève au collège de Vendôme de 1807 à 1813, il venait souvent passer ses jours de congé et ses vacances à la Lézonnière.
- René-Claude Noulin (1809- 1893) cabaretier, maire de Naveil, républicain convaincu et opposant au coup d'état du 2 décembre 1851 de Napoléon III, il fut déporté en Algérie[65].
- Louis Leygue (1905 - 1992), sculpteur et graveur de renommée internationale. La municipalité de Naveil donna son nom à la place de la mairie le 14 juin 1992.
- Edmond André Rocher (1873-1948), poète, écrivain, peintre et dessinateur. Il a habité à Naveil à une période de sa vie puis est revenu y faire plusieurs séjours chez des amis.